# Radnóti Miklós
Radnóti Miklós (született: Glatter; egyéb névváltozatai: Radnói, Radnóczi) (Budapest, Lipótváros, 1909. május 5. – Abda, 1944. november 4. vagy november 9.) magyar költő, a modern magyar líra kiemelkedő képviselője. Okleveles magyar–francia szakos középiskolai tanár. Jellemző rá a tiszta műfajiságra való törekvés, illetve a hagyományos, kipróbált műfajok felelevenítése.

## Neve
Az 1920-as évek végén magyarosított vezetéknévhez Radnót falu nevét választotta, ahol – a Felvidéken, Gömör vármegyében – volt kocsmáros a nagyapja, Glatter Jónás, és itt született az apja. Hivatalosan a Radnóczi név használatát engedélyezték. 1945 februárjában Gyarmati Fanni, Radnóti Miklós múzsája és felesége felhívta az akkori belügyminisztert, Erdei Ferencet, hogy közbenjárjon a névváltoztatás ügyében, hogy mire hazaér Radnóti, az új nevét tudja használni. De nem ért haza, 1944. november elején megölték.

## Élete

### Gyermekkora, családja

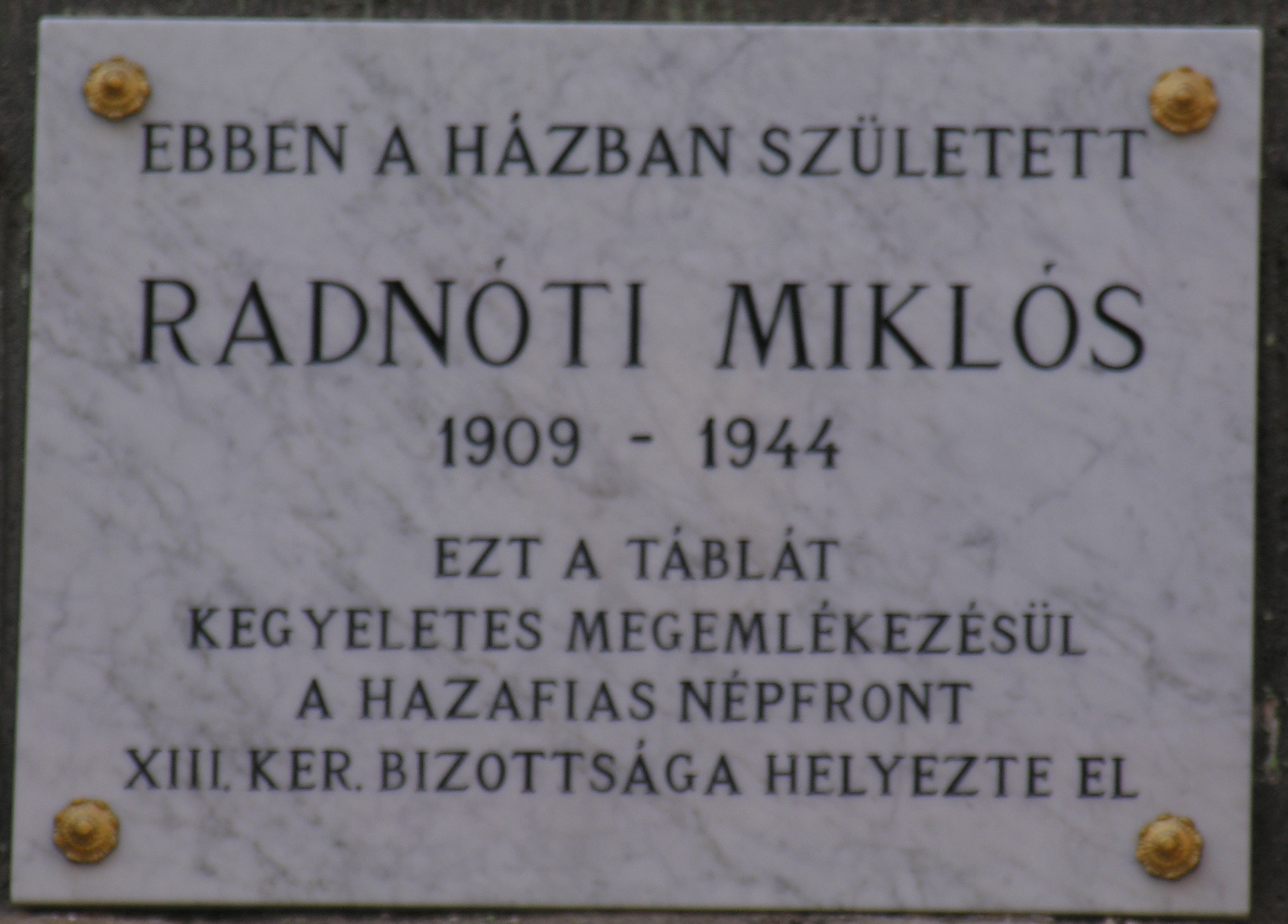
Radnóti Miklós emléktáblája a szülőháza falán, a Kádár utca 8. szám alatt

A mai újlipótvárosi Kádár utca 8.-ban, asszimilált zsidó családban született. Születése édesanyja, Grosz Ilona (1881–1909) és utónevet nem kapott fiú ikertestvére életébe került. Édesapja, Glatter Jakab (1874–1921) kereskedő (a kornak megfelelő szóhasználattal: kereskedelmi utazó) volt. Egy nővére volt, Klára.
Édesapja, családtagjai tanácsát követve, 1911-ben újból megnősült, felesége az erdélyi zsidó származású Molnár Ilona (1885–1944) lett (eredetileg Morgenstern Ilona), aki Radnótit úgy szerette, mint saját gyermekét, megteremtette számára a kellemes családi légkört. A költő az öt évvel fiatalabb féltestvéréhez, Ágihoz is rendkívül ragaszkodott, aki később Erdélyi Ágnes (1914–1944) néven lett ismert újságíróként és szépíróként (eredetileg Glatter Ágnes). Radnóti többször megjeleníti alakját műveiben. (Molnár Ilona és Erdélyi Ágnes mindketten Auschwitzban haltak meg, 1944-ben.)

### Tanulóévei
1915-től 1919-ig a lipótvárosi Szemere utcai elemi iskolába (a Falk Miksa utca 7. szám alatt lakásukhoz közel) járt. 1919-től 1923-ig a budapesti 5. kerületi Magyar Királyi Állami Bolyai Reáliskolában folytatott alsófokú középiskolai tanulmányokat, majd 1923-tól 1927-ig a 6. kerületi Izabella utcai Székesfővárosi Községi Négyévfolyamú, 1927-től br. Wesselényi Miklós Fiú Felső Kereskedelmi Iskola (ma az ELTE Pedagógiai és Pszichológiai Kar Izabella utcai épülete) tanulója volt, 1927. június 11-én kereskedelmi érettségit tett. Diákkorában kiváló atléta volt, több versenyen is érmet nyert és a labdarúgásban is jeleskedett.
1921. július 21-én agyvérzésben meghalt édesapja. Radnóti csak ekkor tudta meg, hogy az őt felnevelő asszony nem az édesanyja, és testvére, Ágika, a féltestvére. Nagynénje nem tudta felnevelni, így anyai nagybátyjához, Grosz Dezső vagyonos textilkereskedőhöz került, akit a Budapest Főváros Árvaszék 1921. október 20-án nevezett ki gyámjának. Radnóti a kívánságára ment kereskedelmi iskolába, hogy cégét majd vihesse tovább, mikor nagybátyja már nem tudja.
Újabb három évnek kellett eltelnie ahhoz, hogy Radnóti azt is megtudja, hogy születésekor nem csupán édesanyja, hanem utónevet nem kapott ikertestvére, öccse is elhunyt. Ezt a traumát a költő élete végéig magában hordozta, több versében is megemlítette, az Ikrek hava című prózai munkájában írt róla. A téma az 1940-es önéletrajzi vázlatában is felmerült: „Iker gyerek vagyok, öcsém és édesanyám meghaltak születésemkor. Anyámat az ikerszülés ölte meg, nem bírta a szíve, öcsém gyönge volt, elszívtam tán tőle az életerőt. Tizenkét éves voltam, meghalt apám is. Az anyámat nem ismertem, az apámra valójában alig emlékszem, néhány éles, de összefüggéstelen képet, emléket becézek róla magamban…”
1923-ban került Ilka és Ernesztin nénihez, anyai dédnagynénjeihez, a budapesti V. kerületi Lipót körút (ma Szent István körút) 5. szám alatti lakásba. Egészen házasságkötéséig, 1935-ig lakott itt.
Első publikációját, egy prózai írást 1925. szeptember 15-én közölte az Új Századok című diáklap Mi szeretnék lenni? címmel. Ekkortájt már érdeklődött az irodalom iránt, költeményei különféle diákfolyóiratokban jelentek meg. Miután az Új Századok megszűnt, főként a Haladás című diáklapban publikálta munkáit. Tanárai azonban irodalmi érzékére nem figyeltek fel.
A természettudományi tárgyak iránt kevésbé vonzódott, matematikából korrepetálásra szorult, magántanára Hilbert (Komlósi) Károly lett, akinek személyében Radnóti nemcsak kiváló matematikatanárt tisztelhetett, hanem egyúttal atyai jó barátját is, vele tudott beszélgetni irodalomról, költészetről, verseit is megmutatta neki. Élete végéig tartotta a kapcsolatot vele, második munkaszolgálata után, 1943-ban levélben számolt be neki életéről.
1926 őszén Hilbert Károly lakásában ismerkedett meg leendő feleségével, Gyarmati Fannival, aki Hilbert feleségéhez járt különórákra matematikából. Közösen csatlakoztak a Magyar Ifjúsági Balassa Bálint Irodalmi Körhöz.
1927-28-ban elvégzett egy tanévet a csehországi Liberec (Reichenberg) textilipari főiskoláján. Akarata ellenére, gyámja kívánságára ment ide tanulni: „Az iskola egy marhaság. Egy szót sem értek az előadásokból, németül folyik. Egyrészt ezért, másrészt pedig nagyon nehéz szakdolgokat tanítanak. Hiányzik a reál VIII. osztálya. […] Egész vicces, mikor kék munkásruhában ott állok egy bömbölő gép előtt, olajtól és verejtéktől csurogva rángatom a fogantyúkat. Mivel nincs gyakorlatom, következetesen elrontok mindent…” Azonban a mintatervezésben sikereket könyvelhetett el: „De van egy szép tárgy is, a Musterzeichen. Mintatervezés. Ezeken az órákon nekiengedem a fantáziámat, és olyan szövetterveket produkálok, hogy a prof. sír a gyönyörűségtől. (Ilyen növendékem még nem volt! – mondja.)” Fennmaradt rajzaiból kitűnik fejlett rajzkészsége. Tanulmányai helyett inkább rajzolt és verseket írt.
Mialatt Reichenbergben tanult, levelezésben állt Gyarmati Fannival, azonban szerelmes lett egy német lányba, Klementine Tschiedelbe is, akit költeményeiben Tininek nevezett. A lány sokáig emlékezett magyar udvarlójára, 1937 októberében Budapestre jött és találkozott az ekkor már nős költővel. Ezen látogatást követően írta meg Radnóti Emlék című költeményét.
1928 júniusában hazatért Liberecből, majd nagybátyja nagykereskedésében, a Brück és Grosznál helyezkedett el, ahol könyvelői és kereskedelmi levelezői munkával volt megbízva. Nagybátyja ellenzése ellenére bölcsészkarra készült. 1928 októberében barátaival 1928 címmel irodalmi folyóiratot indítottak. A lapnak két száma jelent meg, s Radnótitól két verset (Sirálysikoly, Szegénység és gyűlölet verse) közölt. 1929-ben a fiatal csoportosulás Jóság címmel önálló antológiát jelentetett meg, amelyben Radnóti már tizenkét verssel szerepelt.
Az Új Századok 1927. február 1-jei száma közölt tőle négy verset, ebben először használta a Radnóti nevet, pontosabban Radnóti-Glatter Miklós formában.
Versei először 1929 júniusában jelentek meg kötetben, a Jóság című antológiában, Radnóti Glatter Miklós név alatt. Glatter nélkül, először 1929 decemberében használta. Berda József: Öröm című verseskötetéről írt bírálatot, amely a Kortársban jelent meg ezen név alatt.
A nyári szünidőt a rokonoknál, Trencsénben töltötte. 1929. december 13-án a budai I. kerületi Verbőczy István (ma Petőfi Sándor) Reálgimnáziumban tett különbözeti érettségi vizsgát avégett, hogy felsőoktatási tanulmányokat folytathasson. Az érettségi elnöke Pintér Jenő volt, akiben a korszak nagy hatású, konzervatív felfogású irodalomtörténészét tisztelték.
1930 márciusának elején jelent meg Pogány köszöntő című, első verseskötete a Kortárs kiadónál. 1929–30-ban részt vett a Kortárs című, avantgárd szellemiségű folyóirat megalapításában és szerkesztői munkájában. 1930 júliusának végén Grosz Dezső feleségének rokonainál nyaralt a csehszlovákiai Trencsénben, itt tudta meg azt is, hogy a numerus clausus miatt a szegedi egyetemre vették fel és nem a pestire. 1930 augusztusában eltöltött néhány napot Nagyváradon is, nevelőanyjánál és féltestvérénél, Áginál.

### Az egyetemi évek

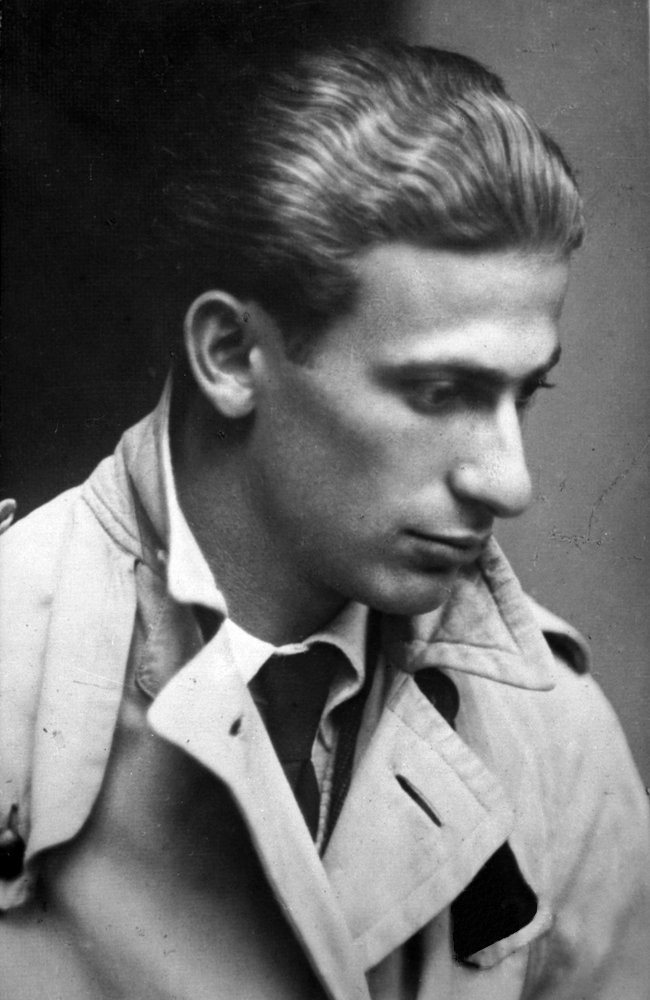
Radnóti Miklós – az első szegedi kép (1930)

1930. szeptember 11-én érkezett meg Szegedre, s másnap be is iratkozott a Szegedi Ferenc József Tudományegyetem bölcsészeti karának magyar–francia szakára. 1930-tól 1934-ig Szegeden lakott szerényebb hónapos szobákban, amelyek alaprajzát Gyarmati Fanninak elküldte levélben.
1930-ban egyik alapító tagja volt a Szegedi Fiatalok Művészeti Kollégiuma nevű baloldali diákcsoportnak. Radnóti verseskötetei közül kettő: a Lábadozó szél (1933) és az Újhold (1935), valamint Kaffka Margit művészi fejlődése (1934) című doktori értekezésének második kiadása is a Kollégium kiadásában jelent meg. Radnóti a Kollégium falujárásainak is résztvevője volt, a parasztság nyomorát így saját szemével láthatta meg. A kiszállásokon a népköltészettel is kapcsolatba került, élményei és az innen merített tájszavak az Újmódi pásztorok éneke, s legjobban talán a Lábadozó szél című kötetének némely versén érzékelhetők. Nem vállalt viszont közösséget a népi írók mozgalmával.
Szegedi egyetemistaként részese volt az 1930–31-es években zajló zsidóellenes egyetemi incidenssorozatnak, melyben a korszak népszerű ifjúsági szervezete, a Turul Szövetség egyetemista csoportjai inzultusokkal és tüntetésekkel fejezték ki ellenérzésüket az egyetemen tanuló zsidó származású diákok magas aránya miatt.
1930. szeptember 12-én kereste fel Sík Sándor költő piarista paptanárt, neves cserkészvezetőt és irodalomprofesszort, s egyhamar a privát szemináriumába került be, amelyet Sík a piarista rendházban tartott. A beszélgetések kellemes légkörben folytatódtak, a résztvevők között voltak Radnótin kívül Baróti Dezső, Ortutay Gyula és Tolnai Gábor is. Sík Sándor a fiaként szerette Radnótit, s egyúttal nagy hatást is gyakorolt rá, gyakran tettek közös sétákat a Tisza-parton, s a költő későbbi katolizálásában is döntő szerepe volt. Radnóti egyetemi éveit követően is fennállt közöttük a kapcsolat, Sík több munkájába is bevonta a költőt, többek között az 1943-as Himnuszok könyvébe és egy 1940-es imádságos könyv munkáiba is.
Zolnai Béla irodalomtörténész, nyelvész is nagy hatással volt Radnótira. Zolnai kiválóan ismerte a francia kultúrát, s szerkesztette a Széphalom című szegedi irodalmi folyóiratot. Ugyan szigorú vizsgáztató hírében állt (1932-ben Radnóti a francia alapvizsgán megbukott nála), kapcsolatukat kölcsönös megbecsülés övezte. Radnóti ismertetőt írt tanára könyvéről a Nyugat 1940. március 22-i számába Szóhangulat és kifejező hangváltozás. Zolnai Béla új könyve címen. 1943-ban, amikor Radnóti felvette a katolikus vallást, keresztapjául Zolnait kérte fel.
Szegeden került kapcsolatba az illegálisan működő kommunista párttal is. Hont Ferenc felkérésére kompozíciót írt Téli kórus és Acélkórus címmel a szegedi munkás szavalókórus számára. Elkerülte a szegedi letartóztatási hullámot, ám a titkos nyomozati jelentésekben Radnótit mint a társadalomra veszélyes elemet említik. Idegen volt számára a mozgalmi munka, s Gyarmati Fannit, aki kapcsolatban állt az illegális kommunista párt Rajk László-féle csoportjával, is óvta tőle: „Látod Drága így néznek ki a mi kommunistáink. Gyuri [Bálint] is, Lakatos [Péter Pál] is, Forgács [Antal] is. Ne tartozz közéjük Drága szívem. Divat ez most. Az igazi robbanó elemek hallgatnak most.”
Második verseskötete 1931 márciusának végén látott napvilágot, a Fiatal Magyarország kiadásában. Címe: az Újmódi pásztorok éneke. A kötet harmincegy verséből tizenkilenc Szegeden íródott. A könyvet 1931. április 11-én a budapesti ügyészség „az 1929. évi VII. t. c. 2. szakaszának I. pontjába ütköző szemérem elleni vétség és az 1879. évi XL. t. c. 51. szakaszába ütköző vallás elleni kihágás…” címén elkoboztatta, a királyi főügyész egyúttal azt is indítványozta, hogy a sajtótermék összes fellelhető példányát, valamint magát a kéziratot is foglalják le. Házkutatást rendelt el mind a szerzőnél, mind a kiadó nyomdatulajdonosnál is. A szegedi lakásán tartott házkutatás hatására írta meg Radnóti az 1931. április 19. című költeményét, amelynek alcíme és kezdő sora egyezik: „Új könyvemet tegnap elkobozták”.
1931. július 3. és augusztus 30. között járt először Párizsban. Barátjánál, Szalai Imrénél szállt meg, aki a Kortárs c folyóirat körében ismert meg. Hatást gyakorolt rá az akkor megnyílt Gyarmatügyi Kiállítás (Exposition Coloniale), ahol többször is megfordult. Európa a huszadik század elején kezdte felfedezni Afrika művészetét, eme érdeklődés még 1931-ben is lankadatlan volt: „Most nagy a négerláz itt Parisban és hatalmas kötet néger anthologiák jelennek meg.” Ez Radnótiban is felébresztette a kíváncsiságot Afrika művészete iránt. Számos néger-tematikájú verset írt, ezek közül az Ének a négerről, aki a városba ment című a legismertebb. 1943–1944 fordulóján egy kötetnyi néger mesét fordított le, ezek a korábban kiadatlan, hasonló tematikájú versfordításaival közösen a Karunga, a holtak ura című kötetében láttak napvilágot, 1944-ben.
Radnótira hatással volt a francia főváros liberális viselkedéskultúrája is, például az, hogy kézen fogva sétáló szerelmespárokat lehetett látni az utcán, akik néha még csókolóztak is. A költő elsősorban nyelvtanulás céljából utazott ki, így augusztus elején az Alliance Française nyelvtanfolyamára beiratkozott. Ott ismerkedett meg Maki Hirosi japán orvossal, aki a Férfinapló 1932. február 17. című költeményében szerepel.
1931. december 8-án sor került verseskötete perére zárt tárgyalás keretében. A Töreky-tanács elsőfokú ítélete az Arckép és a Pirul a naptól már az őszi bogyó című verseiért vallásgyalázás miatt nyolcnapi fogházbüntetésre ítélte. A költő az ítélet ellen fellebbezett, ehhez Sík Sándor levelét is mellékelte. A szerzetes megvédte tanítványát a vallásgyalázás vétsége ellen, véleménye minden bizonnyal mérvadó volt, hiszen az 1932. május 19-i fellebbviteli tárgyalás során az ítélőtábla Gadó-tanácsa ugyan helybenhagyta az elsőfokú ítéletet, a büntetés végrehajtását azonban egy év próbaidőre felfüggesztette. Sík Sándoron kívül Zolnai Béla is kiállt a költő mellett. Utóbbi éppen a peres ügy idején közölte egyik versét a Széphalom című szegedi folyóiratban.

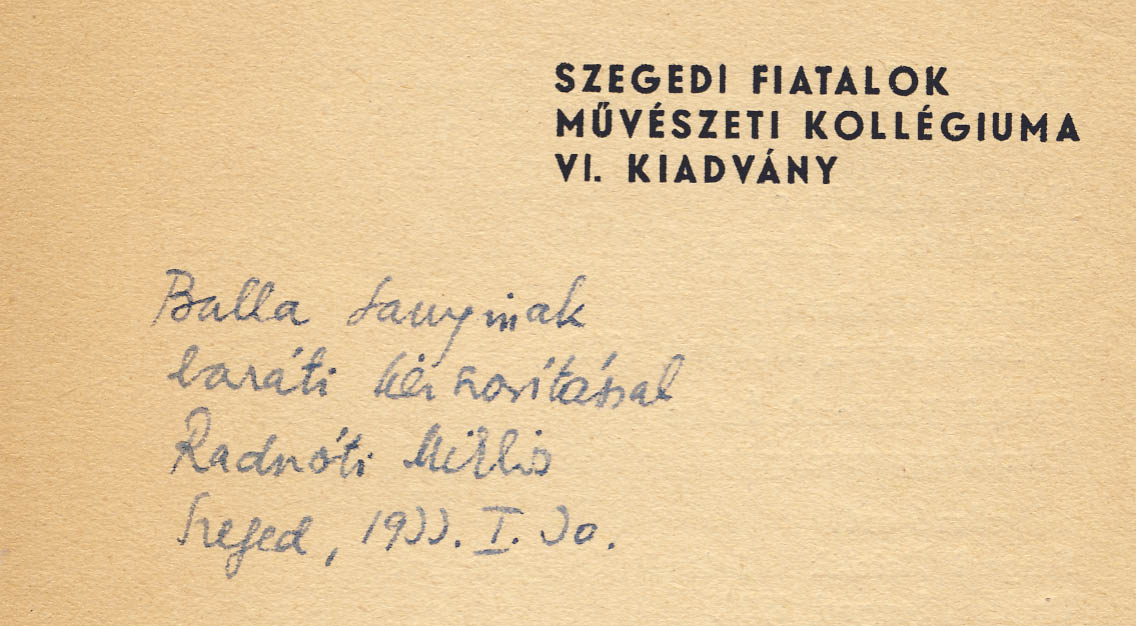
A Lábadozó szél c. verseskötetének egy példányát, Balla Sándornak, a Szegedi Fiatalok Művészeti Kollégiuma titkárának dedikálta, 1933

Sík Sándor felkérésére 1931 decemberében egyetemi előadást tartott a kortárs magyar líráról. 1932 tavaszán írta Ének a négerről, aki a városba ment című költeményét.
1932. június 15-én Nagyváradra utazott egy hétre húgához és nevelőanyjához. Ott-tartózkodása során a nagyváradi Újságíró Clubban is többször megfordult.
Radnóti 1932 júniusában a Valóság című folyóirat munkatársa volt. Ebben a hónapban három hetet töltött Tátraszéplak fölött egy kis kunyhóban a Dóczi fivérekkel (György és János) és Bálint Györggyel. Itt önképzőkört szerveztek maguknak, esténként gyertyafénynél Dóczi György a Tőkéből olvasott fel, amit hosszúra nyúló viták követtek. Ezen nyaralás emlékét idézi fel Radnóti Férfinapló 1932. július 7. című műve.
Ősszel tanári alapvizsgát tett. Részt vett az Országos Ifjúsági Bizottság szegedi csoportjának, valamint a Hétvezér utcai munkásotthon szavalókörének munkájában is.
1932. december 1-jén publikált először a Nyugat című folyóiratban. Az Estefelé című versét közölte. 1932 decemberében magyar nyelv és irodalomból, illetve francia nyelv és irodalomból tett középiskolai tanári alapvizsgát.
A Szegedi Fiatalok Művészeti Kollégiuma 1933. február elején kiadta Lábadozó szél című kötetét. A címlap linómetszetét Dóczi György készítette. A kötetről több kritika is megjelent, ám Radnóti számára a legfontosabb, Babits Mihályé volt számára az összes közül legfájdalmasabb. Babits a Nyugat 1933. február 16-i számában megjelent Új népiesség című írásában taglalta a könyvet Sértő Kálmán kötetével egyetemben, kifogásai között szerepelt Radnóti költői nyelvének keresettsége és erőltetett népi fordulatai. A kritikán Radnóti felháborodott, noteszébe 1933. február 17-én a következő bejegyzést írta: „Megjött az új Nyugat. Babits brutálisan nekimegy új könyvemnek.” Egyidejűleg két, verseskötetben meg nem jelent gúnyverssel „állt bosszút” Babitson, ezeknek kézirata Radnóti hagyatékában maradt fenn. 1933. február 19-én a Szegedi Fiatalok Művészeti Kollégiumának művelődési programja keretében tartott előadást Az új magyar költészet és irodalmi problémák címmel.
1933. július 17-én egy hétre Nagyváradra látogatott húgához és nevelőanyjához. Ott-tartózkodása során a Nagyváradi Naplóban megjelent féltestvérének, Erdélyi Ágnesnek a verse, amit neki ajánlott, ennek címe: Nyújtsd harcos kezed, Testvérem.
1933. szeptember elején Gyarmati Fannival Dalmáciába utaztak. Az egyik kirándulás alkalmával ismerkedett meg Kapetánovics Pero montenegrói földművessel, akinek hatására írta Montenegrói elégia című költeményét.
1934 májusában sikeres doktori szigorlatot tett. Júniusban summa cum laude minősítéssel a bölcsészettudományok doktorává avatták. Kaffka Margit művészi fejlődése című doktori értekezését az egyetem Magyar Irodalomtörténeti Intézete és a Művészeti Kollégium is kiadta. Elkészítette francia szakdolgozatát, majd Müller Lajos nyomdász jóvoltából a Gyarmati Könyvnyomtató Műhelyben külön kötetben is megjelent Ének a négerről, aki a városba ment című költeménye. A Nyugat 3. nemzedéke munkatársa lett.
Budapest, 1934. június 4.

Kedves Glatter úr!

Van szerencsém értesíteni, hogy a Belügyminiszter az ön nevének Radnóczi névre történt magyarosítását engedélyezte. Nem vigasztalásképpen mondom, de sokkal különb, mint a Radnóti.
Sok sikert kívánok a vizsgájához. Maradok szíves üdvözlettel:

dr. Szigeti László ügyvéd

A költő családi nevét a B. M. 42986/1933/III. sz. határozatával „Glatter”-ről „Radnóczi”-ra változtatta.
1935 májusában magyar nyelv és irodalomból, illetve francia nyelv és irodalomból szakvizsgázott, majd az 1935/36-os tanévben tanítási gyakorlatot szerzett a budapesti Báró Kemény Zsigmond Reáliskolában. Ugyancsak 1935 májusában jelent meg Újhold című verseskötete, a Szegedi Fiatalok Művészeti Kollégiuma kiadásában, Buday György fametszeteivel illusztrálva. A kötet 22 verset foglal magába, ezek nincsenek ciklusokra osztva.
1935. augusztus 11-én feleségül vette Gyarmati Fannit, dr. Gyarmati Dávid Dezső és Weisz Aranka lányát, s a Pozsonyi út 1. számú házban béreltek lakást. Gyarmati Fanni ott élt haláláig. A nyarat az apósa által bérelt, Diana út 15/B. szám alatt lévő családi házban töltötték.
Radnóti 1935. szeptember 2-án szerepelt először a Magyar Rádióban, verseit Vas István társaságában olvasta fel.
Gyarmati Fannival 1936. augusztus közepén egy hétre Bécsbe utaztak. Egyetemi tanulmányait 1936 szeptemberében fejezte be: 23-án és 26-án pedagógiai és filozófiai (írásbeli és szóbeli) vizsgáit sikeresen letette, s magyar–francia szakos középiskolai tanári oklevelet nyert. Mindezek ellenére soha nem tudott középiskolában elhelyezkedni, állandó munkahelye sem volt, alkalmi munkákból kellett megélnie, a nagybátyjától kapott apanázson felül.

### 1936-tól 1944-ig

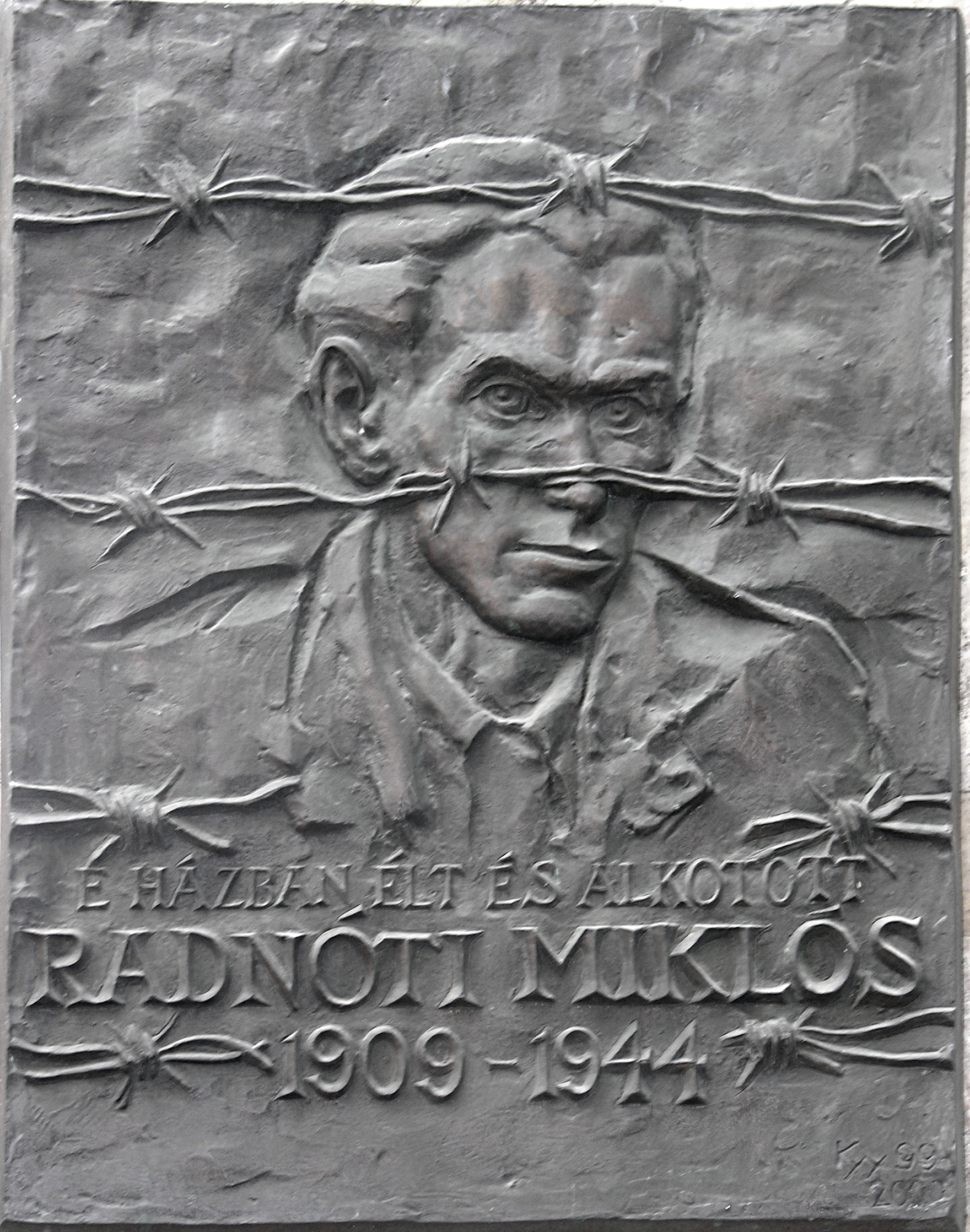
Radnóti Miklós emléktáblája egykori lakhelyén, a Pozsonyi út 1. szám alatt, Kiss György alkotása

1936-ban rendszeres résztvevője volt a Tóth Árpád Társaság felolvasóestjeinek. 1936. szeptember 29-én újból szerepelt a Rádióban, ahol Vas Istvánnal közösen olvasta fel verseit. Következő kötete 1936. november elején jelent meg, Járkálj csak, halálraítélt! címmel, s a Nyugat kiadásában látott napvilágot. Címét Gyarmati Fanni ajánlotta. A könyv költségeit Radnóti előjegyzési íveken próbálta előteremteni.
1937. január 18-án ezerpengős Baumgarten-jutalomban részesült. Január 30-án jelmezbált rendezett Vajda Ernő és neje Reismann Mariann a Windsor panzióban. Radnóti és felesége Molnár Ferenc Liliom című darabja szereplőinek, Liliomnak és Julikának öltöztek be. Február 6-án felolvasott költeményeiből a Tóth Árpád Társaság rendezvényén.
1937. június 20-án feleségével megérkezett Párizsba. Indulásuk előtt belépett a Magyar PEN Clubba, ezzel jogosulttá vált, hogy részt vehessen a nemzetközi PEN Club, ekkoriban a francia fővárosban tartott rendezvényein.
Megismerkedtek Pierre Robin francia költővel.  Részt vettek július 24-én a Spanyol Köztársaság melletti szolidaritás jegyében rendezett antifasiszta tömegtüntetésen. Ez ihlette Hispánia, Hispánia című versét, amelyet 1939-ben Pierre Robin franciára is lefordított.
De jönnek új hadak, ha kell a semmiből,
akár a vad forgószelek
sebzett földekről és a bányák
mélyéről induló sereg.
Népek kiáltják sorsodat, szabadság!
ma délután is érted szállt az ének;
nehéz szavakkal harcod énekelték
az ázottarcú párisi szegények. (Hispánia, Hispánia – részlet)
Július 14–15-én jelen volt az Írók Nemzetközi Egyesülése a Kultúra Védelmében nevezetű baloldali írószervezet által megrendezett kongresszus záróülésén, július 17-én tértek haza a francia fővárosból. 1937 és 1938 között összesen kilenc irodalomtörténeti előadása volt hallható a Rádióban. 1938 nyarán egy hetet a francia PEN Club meghívására, további három hetet magánemberként újra Párizsban töltött, feleségével.
1938. december elején jelentkezett újabb verseskötettel, Meredek út címmel. A Cserépfalvi Könyvkiadó által megjelentetett kötet, akárcsak az Újhold, könyvészetileg is kiváló, a Magyar Bibliophil Társaság megválasztotta az év legszebb könyvének. Radnóti ebben a indította el Eklogák sorozatát, itt található az Első ecloga. 1939. február 3-án a Rádióban felolvasta Gaal József és A peleskei nótárius című előadását.
A Radnóti- és az Ortutay házaspár, illetve Wagner (Tamássi) György – akit a Holnap-körben ismert meg – és neje 1939. július 8-án a közösen Párizsba utaztak. Radnóti többször kirándult vidékre, Pierre Robinnel is találkozott. Augusztus 7-én érkeztek vissza Budapestre.
Sík Sándor felkérésére írt át régi magyar nyelvről modern magyar nyelvre egy katolikus imakönyvet 1939 októberében, amely 1940-ben jelent meg Dicsőség! Békesség! címmel Sík Sándor neve alatt. 1939 őszén megpályázta a Baumgarten Alapítvány könyvtárosi állását, ám nem járt sikerrel, az állást Devecseri Gábor kapta meg. 1940 májusának végén az Almanach-Kiadónál jelent meg az Ikrek hava című elbeszélés-naplója és ezzel egyidejűleg a Válogatott versek (1930–1940) című kötete. Utóbbi könyvének végére a régi versein felül kilenc új költeményét is beillesztette. Hozzákezdett Guillaume Apollinaire verseinek fordításához. 1940-ben megjelent a Vas Istvánnal közösen fordított Guillaume Apollinaire válogatott versei.
1940. szeptember 9-én kezdte meg első munkaszolgálatát a IX. kolozsvári hadtestparancsnokság X. munkaszolgálatos zászlóaljában, a 209/16. munkásszázadban. Leveleit ekkor a következőképpen címezte: Szinérváralja 243. Mu. Vez. Csoport 209/16. különleges munkásszázad. Bevonult Isaszegre, majd innen ment tovább Veresegyház, Szada, Gödöllő, a partiumi Nagykároly érintésével Szinérváraljára, ahová október 5-én érkezett meg, majd folytatták útjukat Szamosveresmartra. A második bécsi döntés alapján elbontották a román erődítésrendszer drótsövényeit a vasoszlopokkal együtt a magyar–román határvonalon (ún. Carol-vonal). Október 22-től irodai munkát végzett. Százada Dobrára ment, de Radnótit otthagyták az irodán, az I/2 utászszázadhoz beosztva. Nagybánya, Veresmart, Szamosborhíd, Szatmárnémeti, Krasznabéltek, Ákos, és Tasnád érintésével került vissza Budapestre december 18-án. Sárga karszalagot első munkaszolgálata alatt hordott, ezen időszakról naplót vezetett.
A Beck Judit festőművésszel 1941 tavaszán kezdődött viszonya körülbelül egy évig tartott. Hogy mely verseket ihlette kapcsolatuk, az vita tárgya, azonban az ismert, hogy Radnóti Harmadik eclogája hozzá szól. Beck Juditnak egy 26 évvel a halála után sugárzott interjúja szerint ő ihlette a Két karodban és a Zápor című verseket is.
1941. június 14-én Esztergomban meglátogatta Babits Mihályt Vas Istvánnal és Ortutay Gyulával, ekkor találkozott vele utoljára. Babits ekkor már nem tudott beszélni, s alig két hónappal később, 1941. augusztus 4-én elhunyt. Halálára írta Radnóti a Csak csont és bőr és fájdalom című költeményét. 1941. július végén Runyára utazott a feleségével, hogy meglátogassa unokanővérét. 1941 októberében sajtó alá rendezte József Attila fiatalkori verseit, Galamb Ödön visszaemlékezésének függelékeként Makói évek címmel. November 1-jén részt vett Kossuth Lajos és Táncsics Mihály sírjánál rendezett néma tüntetésen. 1942-ben a Hungária Kiadó gondozásában megjelent külön kötet formájában Naptár című versesfüzete. Március 15-én részt vett a Történelmi Emlékbizottság kezdeményezte háborúellenes tüntetésen a Petőfi-szobornál. Július 1-jén újabb munkaszolgálatos behívót kapott. Többek között Élesden és a hatvani cukorgyárban dolgozott. November 19-én egy pesti ládagyárba vezérelték. Aláírásgyűjtés kezdődött a kiszabadítása érdekében.
Szegedi barátai közösen 1941. október 30-án megkoszorúzták Kossuth Lajos és Táncsics Mihály sírját a Kerepesi temetőben. Gyarmati Fanni így írt erről naplójában: „Félhivatalos tüntetés ez…” November 9-én elhunyt Gyarmati Dezső, Gyarmati Fanni édesapja.
A Hungária Kiadóvállalat jelentette meg 1941 decemberében Naptár című ciklusát, amely tizenkét verset tartalmaz, a tizenkét hónapot átölelve. A verseket 1939 januárja és 1941. február 28-a között írta. 1942. március 15-én a Történelmi Emlékbizottság háborúellenes tüntetést kezdeményezett Budapesten, a Petőfi-szobor előtt, ezen Radnóti is jelen volt.
Nézeteit a zsidóságról Komlós Aladárnak, az Ararát című zsidó évkönyv szerkesztőjének címzett 1942. március 17-i keltezésű levelében ekképpen írta le: „Zsidóságomat soha sem tagadtam meg, »zsidó felekezetű« vagyok ma is (…), de nem érzem zsidónak magam, a vallásra nem neveltek, nem szükségletem, nem gyakorlom, a fajt, a vérrögöt, a talajgyökért, az idegekben remegő ősi bánatot baromságnak tartom és nem »szellemiségem« és »lelkiségem« és »költőségem« meghatározójának.”
1942. március 31-én a Rózsavölgyi és Társa céggel megállapodást kötött, hogy La Fontaine 15 meséjét magyarra fordítja. Henry de Montherlant Lányok című regényének első két kötetét Radnóti lefordította (ez 1942-ben meg is jelent Cserépfalvi kiadásában), a harmadik kötethez azonban nem kezdett már hozzá, mivel akkor második munkaszolgálatára hívták be, ami 1942. július 1-jén vette kezdetét.
Szentendrére kellett bevonulnia, egy ideig itt állomásozott, míg július 13-án el nem indultak. Püspökladány, Nagyvárad és Székelyhíd érintésével érkeztek meg Margittára, július 15-én. Telefonoszlopok földbe ásásával foglalkoztak. Július 21-én, kimenője alkalmával nevelőanyjával és féltestvérével, Ágival találkozott. Radnótival Margitta-környéki falvakban, többek között Micskén, Bisztraterebesen, Hagymádfalván, Szilágynagyfaluban és Szilágyzoványban végeztettek nehéz fizikai munkát. A nagyváradi csapatkórházban, augusztus 22-én foghúzáson esett át. Október 15-én elérték Hatvant, ahol a Hatvany család cukorgyárában dolgozott munkavezetői beosztásban. November 19-én a százada Pest felé vette az irányt, Radnóti kimenőt kapott, s az éjszakát is otthon tölthette. November 23-ától egy újpesti ládagyárba osztották be, hétvégék alkalmával hazalátogathatott, néha még azt is megengedték, hogy otthon aludjon. Karácsonytól újévig töltötte szabadságát otthon. 1943. február 23-án a gépüzembe helyezték át. 1943. március 16-án megaláztatás áldozatává vált: egy villamosmegállóban belekötött egy önkéntes, s az Albrecht laktanyába vitte, ahol Radnóti haját kopaszra lenyírták és megalázó tornagyakorlatokat kellett végeznie. Munkaszolgálata során sárga karszalag viselésére kötelezték. A tíz hónap történéseit naplójában örökítette meg. Március 23-án munkahelyi baleset érte, ennek következtében a kezét nem tudta használni, innentől fogva kapuügyeletesi feladatkört bíztak rá.
Bajcsy-Zsilinszky Endre 1943. március 9-én levelet vitt nagybaconi Nagy Vilmos hadügyminiszterhez, ebben kérte a költő leszerelését. Az aláírók között további olyan neves közéleti személyiségek szerepeltek, mint: Bethlen Margit grófnő, Benedek Marcell, Csathó Kálmán, Eckhardt Sándor, Fitz József, Herczeg Ferenc, Illés Endre, Illyés Gyula, Ignácz Rózsa, Joó Tibor, Keresztury Dezső, Kozocsa Sándor, Ortutay Gyula, Pátzay Pál, Possonyi László, Pünkösti Andor, gróf Révay József, Sík Sándor, Schöpflin Aladár, Szekfű Gyula, Trócsányi Zoltán és Zilahy Lajos. Az akció sikerrel végződött, Radnótit április végén leszerelték.
1943 márciusának végén megbízást kapott Cserépfalvi Imrétől, hogy József Attila hátrahagyott verseit gondozza.
1943. április 23.

Mélyen tisztelt Zolnai Béla Professzor Úr!

Mintegy tizenöt esztendeje határoztam el magamban, hogy harmincnegyedik évem betöltése előtt megkeresztelkedem. Krisztus harminchárom esztendős múlt s még nem volt harmincnégy, mikor megfeszítették – ezért gondoltam így. S azért – bár tizennyolc éves koromtól katolikusnak érzem és vallom magam –, mert azt hittem, hogy ez a megőrült és aljas világ csak rendbe jön addig, megszűnik a zsidóüldözés, magánügy lesz az én megkeresztelkedésem is, nem gondolhatja senki spekulációnak vagy menekülésnek. A világ ugyan ma őrült és aljas igazán, de spekulációnak vagy menekülésnek valóban nem hihető ma már a megkeresztelkedés, hisz semmi reális előnye nincs. Erkölcsi aggályaimat így elmosták a burjánzó törvények és rendeletek.

Sík Sándor keresztel május 2-án, vasárnap, a Szent István Bazilikában. Szeretném Professzor Urat felkérni a keresztapaságra.

Mély tisztelettel és szeretettel köszönti régi tanítványa.

Radnóti Miklós

1943. május 2-án az izraelita vallást elhagyta, s Gyarmati Fannival közösen a római katolikus vallásra tért át: a budapesti Szent István-bazilikában Sík Sándor papköltő keresztelte meg. Keresztapjának Zolnai Bélát kérte fel, aki egykoron Szegeden francia nyelvre tanította. Mivel azonban ő nem tudott jelen lenni, Ortutay Gyula helyettesítette, aki időközben a fővárosba költözött.
A költő már korábban is elhatározta, hogy a krisztusi korba érvén, harmincnegyedik életéve betöltése előtt felveszi a keresztséget. Ezen döntését nem befolyásolta politikai megfontolás, a zsidótörvények miatt már előnyben ezáltal nem részesülhetett, lelki igénye, meggyőződése okán döntött így. Tudta, hogy nagybátyja nem örül annak, ha felmenői hitét elhagyja, Radnóti ebből kifolyólag úgy érezte, hogy megkeresztelkedését követően nem tarthat igényt a havi járandóságára. Grosz Dezsőhöz intézett levelében megköszönte addigi anyagi támogatását, amelyről a továbbiakban lemondott.
A Magyar Nemzet 1943. szeptember 19-ei száma közölte Páris című versét, egyúttal Páris, délután öt óra címmel egy fordításrészlete is megjelent Jules Romains Les hommes de bonne volonte (Jóakaratú emberek) című regényéből. 1943. szeptember 21-én munkaszolgálatos társai levelezőlapon gratuláltak a költőnek ezen esemény alkalmából.
Orpheus nyomában. Műfordítások kétezer év költőiből címmel láttak napvilágot válogatott versfordításai 1943 nyarán, a Pharos kiadónál. A kötetben szereplő nyomtatott dedikációja Ortutay Gyulának szól. Szabó Lőrinc mellett Radnótit tartják nemzedékének egyik legkiválóbb műfordítójának. Fordítási munkamódszere megfigyelhető munkáinak vázlatán. Ezekből kitűnik, hogy sokáig dolgozott rajtuk, folyamatosan csiszolgatta őket, akárcsak verseit.
1943. október 5–től 15-éig Mátraházán, a Magyar Államvasutak Takarék és Segélyszövetkezete üdülőjében pihent Ortutay Gyulával. Az ifjúság számára itt dolgozta át Cervantes Don Quijote című művét. Erre Cserépfalvi Imre kérte fel (a kötet karácsonykor jelent meg). Rimbaud egyik versét is lefordította. 1943 karácsonyán jelentette meg a Franklin Kiadó La Fontaine verses meséiből készített válogatását. 1943-ban közreműködött az ugyanennél a kiadónál megjelent Conrad Ferdinand Meyer válogatott költeményeit tartalmazó kétnyelvű kötetén is. Ugyancsak 1943 karácsonyán a Pharos kiadó adta ki Huizinga: Válogatott tanulmányok. Tudomány, irodalom, művészet című esszékötetet, Tolnai Gábor válogatásában és Radnóti fordításában. Bálint György felesége, Csillag Vera tervezte a könyv tipográfiáját és borítóját.
1943–1944 telén írt, egyik legismertebb verse:
Nem tudhatom….
Nem tudhatom, hogy másnak e tájék mit jelent,

nekem szülőhazám itt e lángoktól ölelt

kis ország, messzeringó gyerekkorom világa.

Belőle nőttem én, mint fatörzsből gyönge ága

s remélem, testem is majd e földbe süpped el.

### 1944
Vízkereszt napján, 1944. január 6-án kezdte el Shakespeare Vízkereszt, vagy amit akartok című drámájának fordítását. Az első két felvonással májusra elkészült; jelenleg csak ezen két felvonás kézirata ismert, ám feltehetőleg lefordította a harmadik felvonást is.
1944. február 1-jén rendes tagjává választotta a Magyar Filozófiai Társaság, az ennek hiteléül szolgáló okmányon gróf Révay József és báró Brandenstein Béla aláírása szerepel. Két héttel később, február 15-én Baróti (Kratochfill) Dezső – színleg – kibérelte Radnótiék Pozsonyi úti lakását, hogy ezzel az esetleges kisajátítást elkerüljék. Március 19-én Heimlich (Hernádi) Lajos zongoraművész fiának keresztelője a német megszállás miatt elmaradt, a fiú keresztszüleinek Heimlich a Radnóti házaspárt kérte fel.
Versei és naplója kéziratát 1944. március 20-án elvitte az Országos Széchényi Könyvtárba, hogy biztonságban tudja őket. 1944. április 4-én Vas Istvánnal együtt a budapesti piarista rendházba mentek, hogy Sík Sándorral találkozzanak. 1944. április 21-én Sík meglátogatta és meggyóntatta Radnótit a Pozsonyi úti lakásban. Ebben az évben Karunga, a holtak ura címmel megjelentek néger mesefordításai, a kötetben egyúttal hasonló tematikájú versfordításai is helyet kaptak.
Május 4-én Sík Sándor utolsó alkalommal tett látogatást Radnótiéknál, a Pozsonyi úton. Valószínűleg ekkor mondta tanítványának, hogy „Kell az áldozat”. Két héttel később, Május 19-én megírta Töredék című költeményét, s ugyanezen a napon kézhez kapta újabb behívóját, amely már a harmadik munkaszolgálatára szólt. Május 20-án vonult be Vácra, társaival még aznap továbbmentek Sződligetre. Innen öt levelezőlapot és öt levelet küldött haza. Május 27-én gyalog mentek tovább Vácra, majd onnan marhavagonokban indultak Szerbiába. Június 1-jén Zaječarba érkeztek, s a német Todt-szolgálat Lager Berlin nevű központi tábora felé vitt az útjuk, ez a jugoszláviai Bor közelében állott. Június 2-án Lager Heidenauba szállították teherautóval. Ott rézbányáknál, vasútépítésen dolgozott. Fehér karszalagot kellett viselnie, a keresztény vallásúak megkülönböztetéseként.
A Lager Heidenau parancsnoka engedélyt adott arra, hogy a munkaszolgálatosok minden vasárnap kulturális műsort állíthassanak össze. „Másodiknak jelentkezett Radnóti Miklós, aki elszavalta a Nem tudhatom című versét. Utána mások is szerepeltek még, de a végén megkértük Radnótit, hogy szavaljon még (…) mondja el még egyszer a Nem tudhatom című verset, mert az a szívünkhöz szólt, a mi akkori érzéseinket fejezte ki, és nagyon tetszett mindenkinek.”
Feleségének két tábori levelezőlapot küldött Borból, az elsőt július 23-án, a házasságkötésük évfordulójára, a másodikat – ez egyben utolsó levele is volt – augusztus 16-án; ebben azt írta: „…köszönöm, Édes, az együtt töltött kilenc évet…”

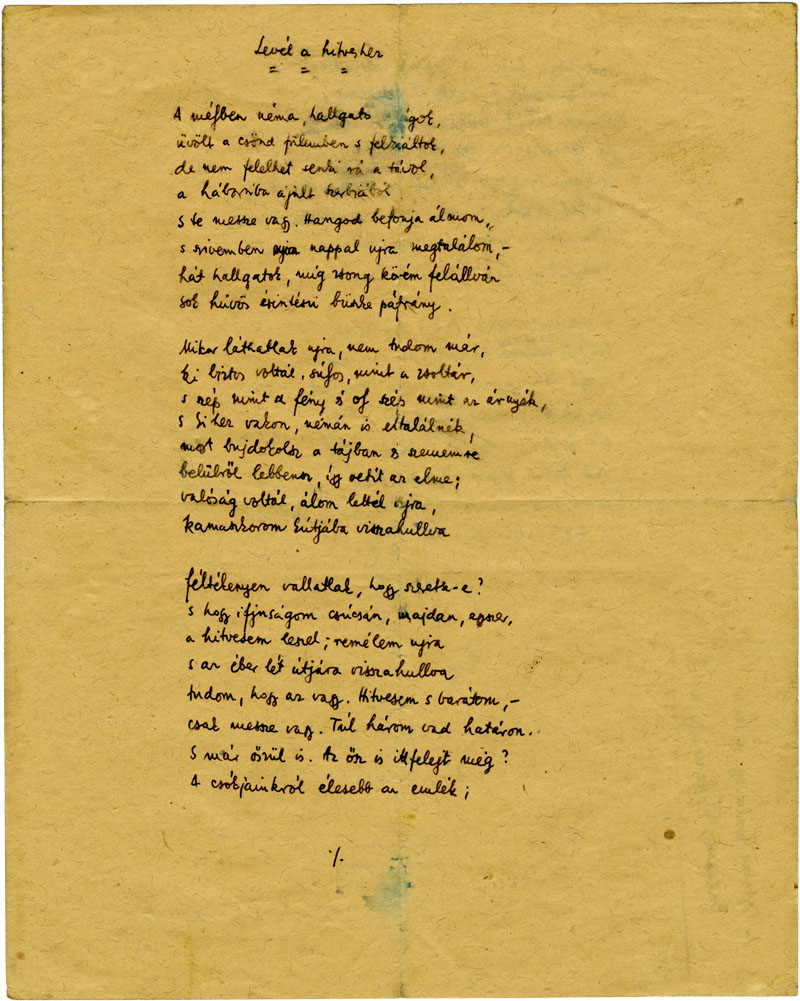
Levél a hitveshez – kézirat

Augusztus elején elszállították a Lager Rhönbe, hogy fogfájását kezelhessék. Augusztus 29-én már közeledett a szovjet hadsereg és a jugoszláv partizánok. A támadások elől, erőltetett menetben küldték a Lager Heidenau foglyait a Lager Brünnbe. Ebből az alkalomból írta Radnóti Erőltetett menet című versét. A Lager Brünnben két hétig dolgozott, sáncépítési munkálatokban vett részt. Szeptember 15-én a Lager Berlinbe, a központi táborba vezényelték a Lager Brünn és a Lager Heidenau lakóit.
Két turnusban indultak haza a Lager Berlin munkaszolgálatosai, Radnótit eredetileg a második menetoszlopba osztották be, ám egy emberséges tiszt áthelyezte őt az első csoportba, amely korábban indult. A második csoportot a partizánok néhány nappal később felszabadították, mindenki megmenekült. Az első csoport létszáma is jócskán megfogyatkozott, mire a nyugati magyar határhoz értek. Mielőtt útnak indult volna, Radnóti noteszéből (a Bori notesz) átmásolta külön lapokra öt versét, amelyeket a lágerben írt. Ezek a következők voltak: Hetedik ecloga, Levél a hitveshez, À la recherche…, Nyolcadik ecloga, Erőltetett menet. A verseket barátjának, Szalai Sándornak (1912–1983) adta át – aki később szociológus professzor lett – azzal, hogy juttassa őket haza. Versei a tábori élet sötét körülményeit mutatták be vagy feleségéhez, Fannihoz szóltak. Itt írta a két utolsó eclogát, a Gyökér, a Levél a hitveshez és az À la recherche… című verset.
Radnóti munkaszolgálatos csoportja szeptember 17-én indult el, Bor, Lager Heidenau, Žagubica, Krepoljin, Petrovac, Mala Krsna, Pozsarevác, Szendrő, Belgrád, Zimony, Pancsova, Torontálalmás, Galagonyás, Ópáva, Perlasz, Titel, Újvidék, Szenttamás, Csenej, Verbász, Kúla, Cservenka útvonalon. A csoport őrzését Cservenkán a német SS átvette a magyar kerettől. Október 7-éről 8-ára virradó éjszakán 700 és 1000 fő közötti számú munkaszolgálatost végzett ki az SS. Radnóti második Razglednicáját Cservenkán írta, 1944. október 6-án.
Cservenkán a csoport kétfelé oszlott, Radnótié a Veprőd, Ószivác, Zombor, Bezdán, Kiskőszeg, Darázs, Mohács útvonalon haladt. A költő a Harmadik Razglednicát Mohácson írta, 1944. október 24-én. Innen marhavagonban mentek tovább Szentkirályszabadjára, ahol az utolsó, a negyedik Razglednicát írta, amely egyben utolsó verse is. Ez kelt 1944. október 31-én. Szentkirályszabadján a bori keret visszavette az SS-től a foglyok felügyeletét. Szentkirályszabadja után Radnóti sorsa nem ismert, hogy Abdáig mi történt vele, nem tudni, a két település közötti útvonalról a vélemények különbözőek.
1944. október 30-án a bori deportáltak verseiből egész lapos válogatást közölt a temesvári Déli Hírlap című újság, Költők a szögesdrót mögött főcímmel. Radnótitól a Hetedik ecloga és az À la recherche… jelent meg. A Hetedik eclogának itt Az alvó tábor címet adták. A két verset Szalai Sándor tette közzé, azon öt vers közül, amelyeket a költőtől kapott meg külön papírlapokon hazajuttatás céljából. Szalai a második bori menetoszlopba volt beosztva, annak foglyait a partizánok kiszabadították. Szalai átjutott Romániába, s Temesváron megjelentette Radnóti két versét, még a költő életében.
Orvosi vélemény: A tömeges gyilkosság elkövetésének időpontját mintegy 1,5-2 évvel datáljuk vissza: a rothadás fokát, a ruházat állapotát a talajviszonyokkal hozva összefüggésbe. A lövések általában hátulról előrehaladó irányúak (tarkó-arc), voltak azonban ellenkező irányúak is. A bűncselekmény 22 egyén életének erőszakos módon való kioltásában állott.
A 12. számú holttest.

Ruházat: Hosszú steppelt szürke kabát, kötött nadrág, turista bakancs.

Külvizsgálat: A holttest derékban kettévált, igen kevés, szappanná vált lágyrész, nyitott testűrökkel. Tarkópikkely baloldalán belövés, fejtetőnél kilövés. Hajzat világos barna, felső fogsorban elől hiányos fogazat, alul 1-1 sárga korona.

Vélemény: Tarkón, fejtető irányú koponyalövés, rögtöni halállal.

Jegyzet: A ruházatából előkerült iratköteg huszonöt tételből áll. A papírlapokon az írás elmosódott, szétázott, nehezen olvasható. A dokumentumok szélén egységesen vörös vérfolt.
[…]

### Halála
A már járni sem tudó Radnótit a győri kórházba irányították. Mivel a várost a szövetségesek éppen szőnyegbombázták, így rengeteg súlyos sebesült és halálos áldozat lett a romok alatt. Emiatt az intézmény nem tudta fogadni, elküldték. A beteg munkaszolgálatosokat – köztük Radnótit – egyetlen győri kórház sem fogadta be. Halálának pontos körülményei nem teljesen ismertek, de egyes források szerint Tálas András hadapródőrmester parancsára egy négyfős keret (Bodor Sándor, Kunos Sándor, Malakuczi János, Reszegi István) 1944. november 4-én vagy november 9-én Abda község határában, a Rábca partján lőtte agyon a végsőkig kimerült Radnóti Miklóst, 21 társával együtt. A negyedik Razglednica sorai „Tarkólövés. – Így végzed hát te is…” az ő végzetét is előrevetítették. Az áldozatokat a Győrhöz közeli Abda község határában tömegsírba temették.
Holttestét, illetve annak (Szemenyei-Kiss Tamás szerint) feltételezett darabjait 1946. június 23-án exhumálták, ekkor találták meg zubbonya zsebében a noteszét (az ún. Bori noteszt), benne utolsó verseivel.
Részlet a Razglednicákból:
Mellézuhantam, átfordult a teste
s feszes volt már, mint húr, ha pattan.
Tarkólövés. – Így végzed hát te is, -
súgtam magamnak, – csak feküdj nyugodtan.
Halált virágzik most a türelem. -
Der springt noch auf, – hangzott fölöttem.
Sárral kevert vér száradt fülemen.
(Szentkirályszabadja, 1944. október 31.)

### Végtisztesség
Posztumusz kötete 1946-ban jelent meg Tajtékos ég címmel. A kötetet Radnóti tervezte meg, a végső formáját azonban felesége, Gyarmati Fanni adta. Ő kiegészítette a kötetet azokkal a versekkel, amelyeket a költő Szalai Sándornak 1944 nyarán, Borban átadott. Így a Levél a hitveshez, a Hetedik ecloga, az Erőltetett menet, a Nyolcadik ecloga, és az À la recherche… is bekerültek a kötetbe.
1946. június végén exhumálták az abdai tömegsírt, ennek során személyi dokumentumok, levelek, fényképek kerültek elő. Noteszát, a bori noteszt is megtalálták, ez tartalmazta a bori verseket.
1946. június 25-én temették el a győri zsidó temetőben Radnótit huszonegy társával együtt, ez volt a költő második temetése. Szemenyei-Kiss Tamás az Ecce homo (Kanadai Magyar Hírlap, 2011) című művében leírja, hogy a győri (második) exhumálása idején Gyarmati Fanni már nem látta a férjét és több olyan tárgyat is mutattak neki, amelyek nem voltak soha Radnóti tulajdonában. Ezért aztán a harmadik eltemetésekor (a Fiumei úti sírkertben, augusztus 14-én) már nem volt biztos abban, hogy valóban a férje maradványait tartalmazza a gyalulatlan, zárt koporsó. Szemenyei-Kiss Tamás kutatásai alapján a feltételezett gyilkosok egyikét sem végezték ki Radnóti megölése miatt, büntetésüket a bori lágerekben tanúsított kegyetlenségükért kapták a katonák (akiket a rákoskeresztúri temető 298-as parcellájába temettek). Marányi Ede „Fehér Lajos” néven először Argentínába szökött, majd 1962-ben visszatért Európába, ahol nemsokára meghalt. Sírja jelenleg a németországi Bermattingen falu temetőjében található.
1946. augusztus 12-én özvegye, Gyarmati Fanni Ortutay Gyulával, Tolnai Gáborral és Baróti Dezsővel Győrbe ment, hogy a férje másodszorra exhumált holttestét azonosítsa, az abdai tömegsírról letépett egy szamárkórót. „Egy kórót téptem a gödörről, ami összevissza hányt földdel ott árulkodott előttünk. Miklós sokkal hitelesebb sírjának éreztem, mint azt, ami majd itt adódik Pesten.”
Radnóti Miklós harmadik temetése 1946. augusztus 14-én volt, Budapesten a Kerepesi temetőben, a 41. parcella 41. számú sírjában helyezték örök nyugalomra. A gyászszertartást egykori professzora, lelkiatyja, Sík Sándor végezte. Barátai nevében Ortutay Gyula mondott búcsúztatót.

## Pályakép

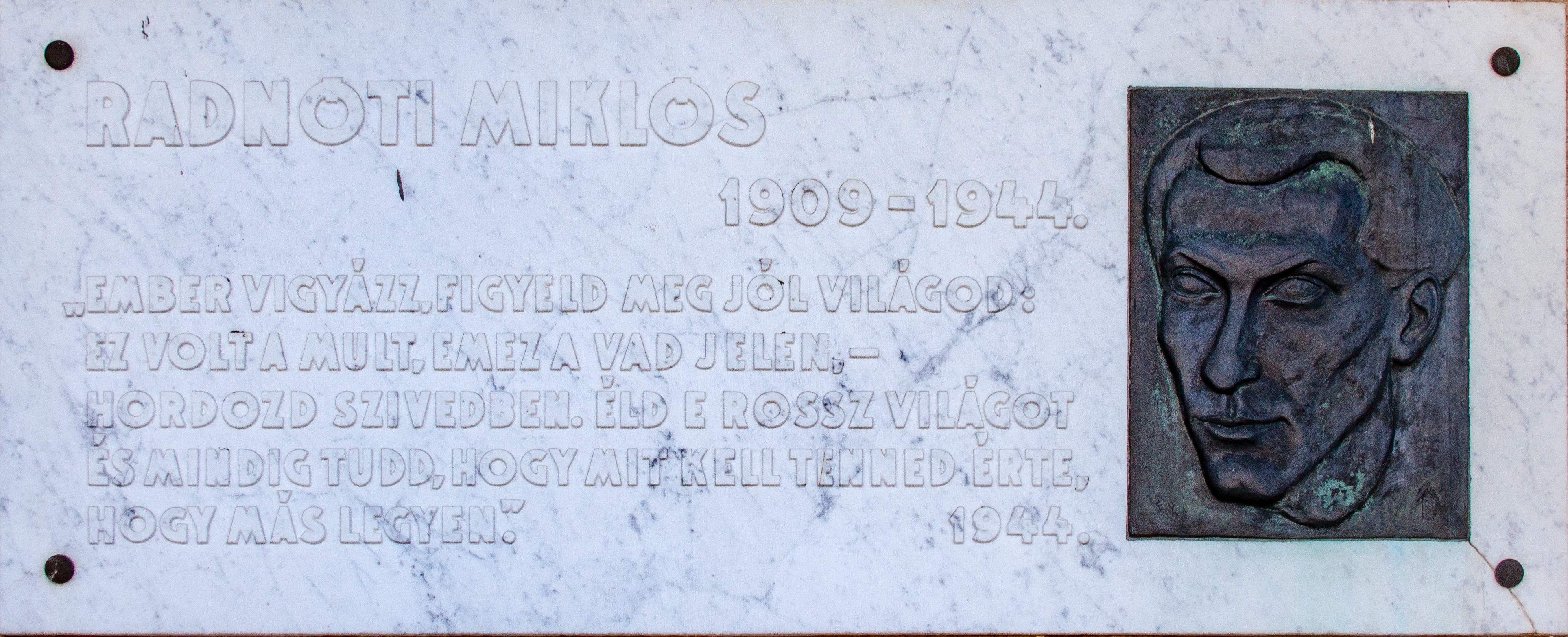
Dombormű a szegedi Dóm téren

Radnóti Miklós a Nyugat harmadik nemzedékének lírikusa. Költészetét az avantgárd – elsősorban az expresszionista – öröksége és az újklasszicista verseszmény határozzák meg, a késő modern kérdésirányok nem jelentkeznek az életművében.
Első versei a húszas évek végén az avantgárd Kortárs című folyóiratban és a Jóság antológiában jelentek meg. Korai kötetei a Pogány köszöntő (1930), Újmódi pásztorok éneke (1931) és a Lábadozó szél (1933), melyek műveit az újklasszicista verseszmény és az avantgárd hatás alakítja. Antikizáló idill, bukolikus motívumvilág, erotika, szerepjáték, ódai és elégikus jelleg, ugyanakkor expresszionalista versnyelv, kötetlen ritmus, rímtelenség jellemzi a verseket. Fel-feltűnnek a későbbi költészetben megerősödő keresztény motívumok is. A Pogány köszöntő hol zsoltárszerűen megfogalmazott áhítattal, hol átesztétizált, természetbe kivetített pogánykodással köszönti kedvesét, de már a költészetére mindvégig jellemző „variációk szomorúságra” is megjelennek benne. Második és harmadik kötetében József Attilával párhuzamosan a proletárköltészet lehetőségeit keresi. Saját eszközöket talál hozzá, a másoktól sohasem használt, eredeti képek mellett a szabadversek kiáltásait. A sokszínűség inkább eklektikus hatást kölcsönöz a korai költészetnek, a pályaszakasz versei kevésbé jelentősek, maga Radnóti is csak 16 verset vesz föl majd ezekből az 1940-es Válogatott versek kötetbe.
Forradalmas reményeinek megtépázása után az Újhold (1935) és különösen a már címével sokat sejtető Járkálj csak, halálraítélt! (1936) versei, szerelmének még mindig fölragyogó idilljei ellenére is a megnehezedett politikai helyzet (Hitler hatalomra jutása) szomorította kedélyét, sőt haláltudattal töltötte el (Háborús napló). Korán rájött, hogy a „világ új háborúba fordul”, s mihelyt jóslata beteljesedett, a kollektív élményt a retorikát és érzelgősséget mellőző együttérzés lírájával kristályosította hitelessé (Lángok lobognak, Emlékeimben).
Költészete új szakaszának alapélményét és a leginkább termékenynek látszó magyarázóelvét mégsem annyira a halálfélelmekben, mint inkább az óhajtott szabadság és a jelenvaló rabság kettősségének átélésében kereshetjük. „Szabad szerettem volna lenni mindig, s őrök kísértek végig az úton” (Negyedik ecloga). Az ilyen versei messze túlmutatnak saját világán, egyetemesebb érvényűek, és számos európai költőtársával vagy akár a szabadság fogalmának új értelmezést adó francia egzisztencializmussal párhuzamosan az általános korérzést fejezik ki. A korábbiaknál egyre nagyobb helyet kapnak verseiben a gondolati elemek; elmélyül az ön-elemzés (Huszonnyolc év), s mindehhez bonyolultabb szerkezeteket, műfajokat keres. Így amikor a római polgárháborútól veszélyeztetett idilli pásztorélet költőjének, Vergiliusnak eclogáit fölfedezi, világukat annyira hasonlónak találja mindahhoz, ami napjaiban körülveszi, hogy modern folytatásukra szánja el magát. Az antik örökséget szabadon használó eclogáival és előhangjukkal (Száll a tavasz) új és egyéni műfajt teremt. Különösképp akkor, amikor az antikvitástól már eltávolodott XX. századi ember individualitását, bonyolult érzékenységét, sőt tragédiáit jeleníti meg, és amikor a pesti kávéház (a „városi berek”), a repülők vagy épp a láger „modern” szavaival szól róluk. A rövid föllobbanásokat kivéve egyetlen szerelme volt, amelyből az évek során a költészet történetében ritka hitvesi líra született meg. Széles skálája a pársoros dicséretektől, a pillanatfelvétel-szerű asszonyportréktól (Együgyű dal a feleségről) a hosszabb struktúrákig terjed (Tétova óda), hogy ezután a bori versek (a hazatérés makacs akarását és a szerelem életben tartó erejét kifejező Levél a hitveshez; a címe ellenére melléje sorolható Erőltetett menet; a láger valóságát helyenként naturalista pontossággal leíró, de a gyöngédebb líra hangját sem elfojtó Hetedik ecloga) adjanak még mindig újat a korábbiakhoz, és polifóniájukkal is fölemeljék költészetének csúcsaira. Oda helyezhetjük el az utolsó bevonulása előtt még itthon írt Töredék döbbenetes erejű sorait arról a korról, amelyben nemcsak neki, hanem az utána következő nemzedéknek is élnie kellett, továbbá a sorsa elvégeztetett voltát bátran fölismerő Gyökér sorait, végül a korábban még derűs hangú verses levelezőlapjainak (Cartes postales) könnyedségét alig néhány soros tragédiákká súlyosbító s immár valóban a közeledő halál fuvallatát érzékeltető és az előbb említettekkel együtt mégis az alkotóerő ritka csodáját megvalósító négy Razglednicát. Ma már számos idegen nyelven olvashatók e költemények.
Kortársairól (Babits, Füst Milán, Szabó Lőrinc stb.) szóló tanulmányai mellett különösen az új hangot megütő Ikrek hava emelkedik ki, mely alcíme szerint ugyan „napló a gyerekkorról”, de a korai emlékek, az apa és az ikertestvér halálának elbeszélését, az árvaságra történt rádöbbenését az idősíkok változtatásával és szabad asszociációival későbbi napjai felé nyitja ki. A néhány töredékes följegyzés (1934) után 1937 októberétől 1943. március közepéig vezetett Naplója lapjain jelen idejű közvetlenséggel ír életének eseményeiről, mindenkori környezetéről és természetesen az irodalomról. Nemcsak beszédes történelmi dokumentum ez; stílusának remeklései miatt is teljes értékű irodalmi alkotás.

## Művei

### Kötetei

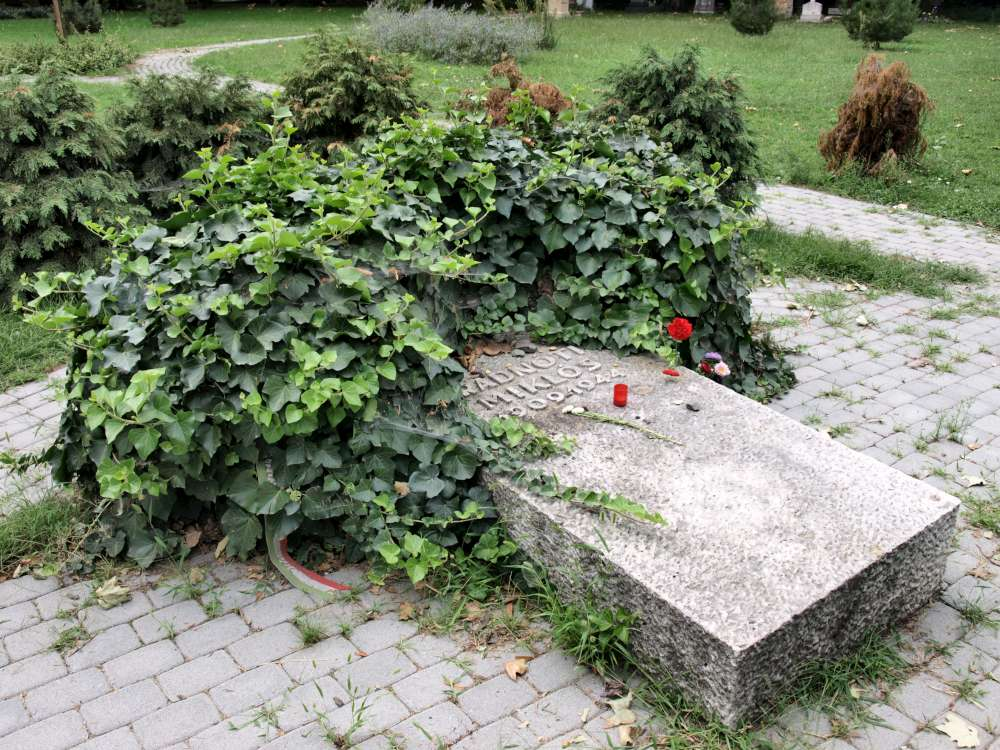
Radnóti Miklós síremléke (Budapest, Fiumei úti sírkert)

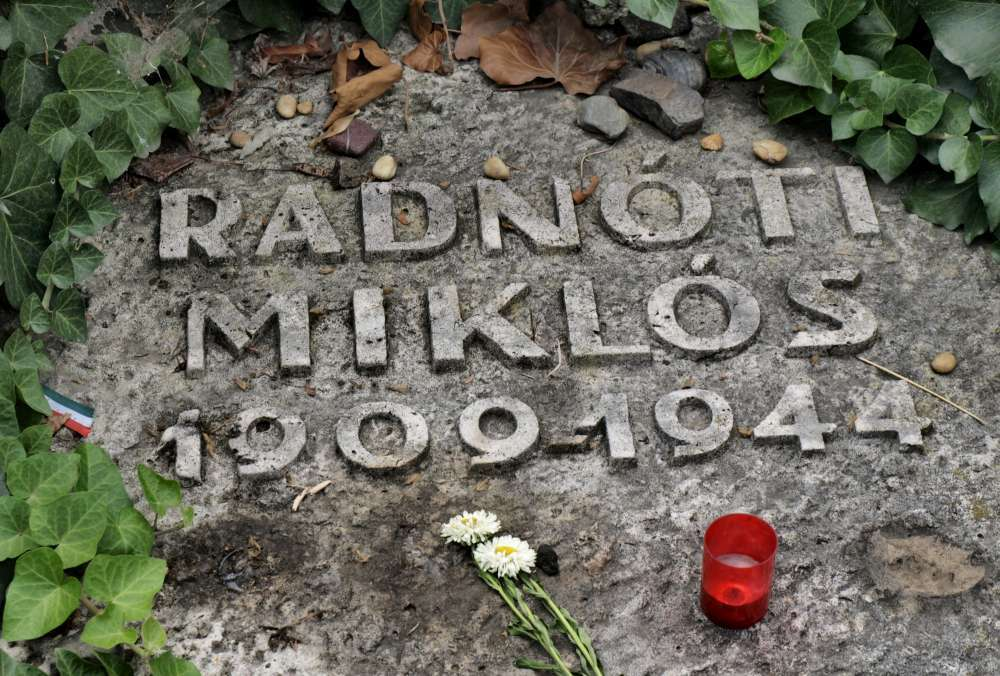
Radnóti Miklós sírköve

- Pogány köszöntő. Versek; Kortárs, Bp., 1930 – MEK változat
- Újmódi pásztorok éneke. Radnóti Miklós versei; Fiatal Magyarország, Bp., 1931 – MEK változat
- Lábadozó szél. Radnóti Miklós új versei; Szegedi Fiatalok Művészeti Kollégiuma, Szeged, 1933 (Szegedi Fiatalok Művészeti Kollégiuma)
- Radnóczi Miklós: Kaffka Margit művészi fejlődése; Magyar Irodalomtörténeti Intézet, Szeged, 1934 (Értekezések a M. Kir. Ferencz József Tudományegyetem Magyar Irodalomtörténeti Intézetéből)
- Kaffka Margit művészi fejlődése; 2. kiad.; Szegedi Fiatalok Művészeti Kollégiuma, Szeged, 1934
- Ének a négerről aki a városba ment; S. Szőnyi Lajos 20 linómetszetével; Gyarmati, Bp., 1934
- Újhold. Versek; Buday György fametszeteivel; Szegedi Fiatalok Művészeti Kollégiuma, Szeged, 1935 (Szegedi Fiatalok Művészeti Kollégiuma) – MEK változat
- Járkálj csak, halálraítélt! Versek; Nyugat, Bp., 1936 – MEK változat
- Meredek út. Versek; Cserépfalvi, Bp., 1938 – MEK változat

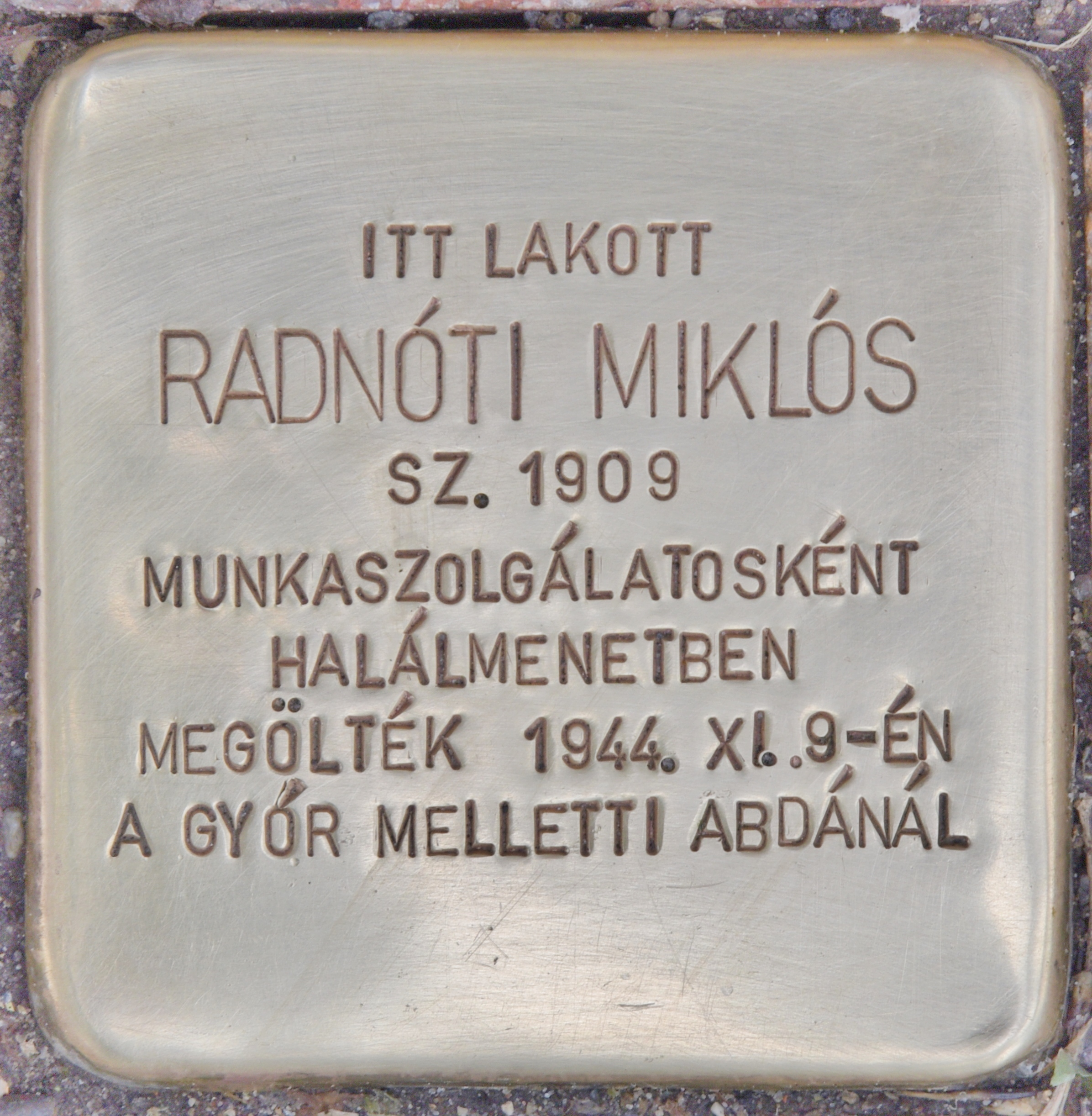
Botlatókő Radnóti Miklós nevével

- Botlatókő Radnóti Miklós nevévelIkrek hava. Napló a gyerekkorról; Almanach, Bp., 1940 – MEK változat
- Válogatott versek. 1930-1940; Almanach, Bp., 1940
- Naptár; Hungaria, Bp., 1942
- Tajtékos ég. Versek; Révai, Bp., 1946 – MEK változat
- Radnóti Miklós versei; sajtó alá rend. Trencsényi-Waldapfel Imre; Kner, Gyoma 1948
- Versek és műfordítások; sajtó alá rend., bev., jegyz. Koczkás Sándor; Szépirodalmi, Bp., 1954
- Tanulmányok, cikkek; összeáll. Réz Pál; Magvető, Bp., 1956 (Magyar könyvtár)
- Radnóti Miklós összes versei és műfordításai; sajtó alá rend. Koczkás Sándor; Szépirodalmi, Bp., 1959 (Magyar Parnasszus)
- Eclogák; utószó Trencsényi-Waldapfel Imre, ill. Szántó Piroska; Magyar Helikon, Bp., 1961
- Radnóti Miklós összes versei és műfordításai; 2. bőv. kiad.; Szépirodalmi, Bp., 1970
- Bori notesz. Radnóti Miklós utolsó versei, 1-2.; bev. Ortutay Gyula; hasonmás kiad.; Magyar Helikon–Szépirodalmi, Bp., 1970
- Próza. Novellák és tanulmányok; sajtó alá rend., jegyz. Réz Pál; Szépirodalmi, Bp., 1971
- Radnóti Miklós művei; szöveggond., jegyz. Réz Pál; Szépirodalmi, Bp., 1976 (Magyar remekírók)
- Napló; sajtó alá rend. Radnóti Miklósné, utószó, jegyz. Melczer Tibor, szöveggond. Melczer Tibor, Székely Sz. Magdolna; Magvető, Bp., 1989
- Radnóti Miklós összegyűjtött versei és versfordításai; szöveggond., utószó, jegyz. Ferencz Győző; Osiris, Bp., 1999 (Osiris klasszikusok)
- Radnóti Miklós összegyűjtött versei és versfordításai; szöveggond., utószó, jegyz. Ferencz Győző; 2. jav. kiad.; Osiris, Bp., 2003 (Osiris klasszikusok)
- Radnóti Miklós összegyűjtött versei és versfordításai; szöveggond., utószó, jegyz. Ferencz Győző; 3. jav., bőv. kiad.; Osiris, Bp., 2006 (Osiris klasszikusok)
- Radnóti Miklós összegyűjtött prózai írásai; szerk., utószó, jegyz. Ferencz Győző; Osiris, Bp., 2007 (Osiris klasszikusok)
- Bíró-Balogh Tamás: Könyvvel üzenek néked. Radnóti Miklós dedikációi; Szépmíves, Bp., 2016
- Különben magyar költő vagyok. Radnóti Miklós levelezése I.; sajtó alá rend., jegyz., utószó Bíró-Balogh Tamás; Jaffa, Bp., 2017
- Napló; szöveggond., utószó, jegyz. Ferencz Győző; Magvető, Bp., 2018

### Szerkesztések, közreműködések
- Korunk. Tizenkét fiatal költő; összeáll. Dénes Béla, Radnóti Miklós, bev. Fejtő Ferenc; Független Szemle, Bp., 1935
- Galamb Ödön: Makói évek / József Attila válogatott, kiadatlan versei; jegyz. Radnóti Miklós; Cserépfalvi, Bp., 1941 (József Attila élete nyomában)

### Műfordítások
- Apollinaire Guillaume válogatott versei; ford. Radnóti Miklós, Vas István, tan. Cs. Szabó László, rajz Pablo Picasso; Vajda János Társaság, Bp., 1940 (Flora mundi)
- Szerelmes versek. Világirodalmi antológia két ezredév költészetéből; ford. Képes Géza, Radnóti Miklós et al.; Szukits, Bp., 1941
- Jean de La Fontaine: Válogatott mesék; ford. Radnóti Miklós; Franklin, Bp., 1943 (Kétnyelvű remekművek)
- Orpheus nyomában. Műfordítások kétezer év költőiből; ford. Radnóti Miklós; Pharos, Bp., 1943 (Editio Pharos)
- Huizinga: Válogatott tanulmányok. Tudomány, irodalom, művészet; ford. Radnóti Miklós; Pharos, Bp., 1943
- Cervantes: Don Quijote; átdolg. Radnóti Miklós; Cserépfalvi, Bp., 1943 és Holnap Kiadó Budapest, 1992, illusztrálta Enyvvári Herbert, paperback
- Karunga a holtak ura. Néger mesék; vál. Kende István, ford. Radnóti Miklós, utószó Ortutay Gyula, könyvdísz Csillag Vera; Pharos, Bp., 1944
- Jean de La Fontaine: Válogatott mesék; ford. Radnóti Miklós, bev. Sőtér István; Franklin, Bp., 1947 (Kétnyelvű remekművek)
- Shakespeare: Vízkereszt vagy Amit akartok. Vígjáték; ford. Radnóti Miklós, Rónay György, utószó, jegyz. Kéry László, Ungvári Tamás; Európa, Bp., 1960 (Világirodalmi kiskönyvtár)
- Henry de Montherlant: A lányok; ford. Justh Béla, Radnóti Miklós, Szávai Nándor; Európa, Bp., 1973
- Johan Huizinga: A történelem igézetében. Válogatott tanulmányok; ford. Radnóti Miklós, vál. Tolnai Gábor, szöveggond. Kicsi Sándor András; Akadémiai, Bp., 1997 (Hermész könyvek)

## Díjak
- Baumgarten-díj (1937)
- Magyar Örökség díj (2001) /posztumusz/

## Emlékezete

Radnóti Miklós-emlékpad (Alsógöd, MÁV-állomás)
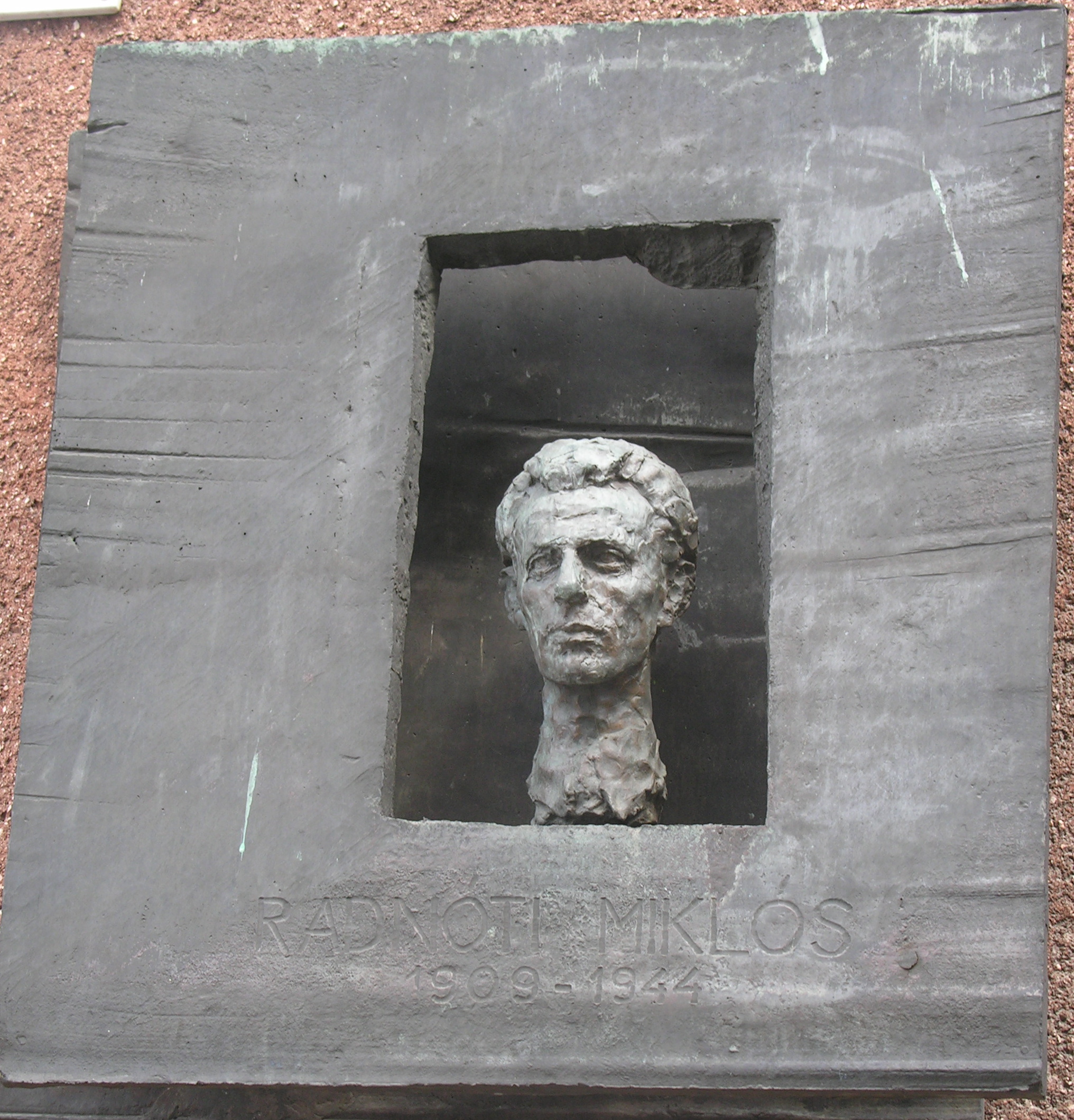
Radnóti Miklós, Radnóti Miklós utca 45. alkotó: Schaár Erzsébet
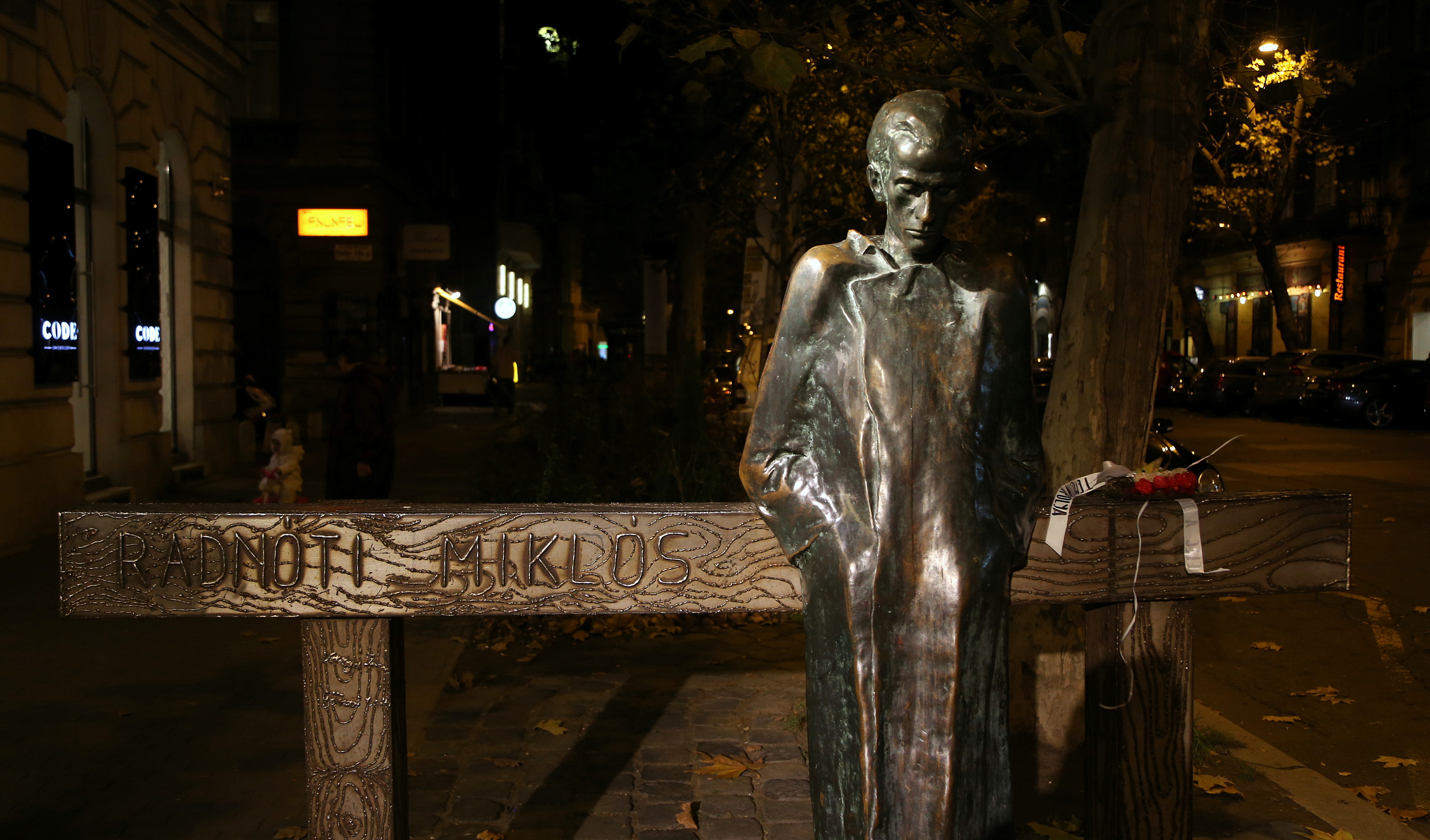
Varga Imre alkotása Budapesten a Nagymező utcában

- Janzer Frigyes Radnóti-szobrát 2015. szeptember 15-én avatták fel a Pozsonyi út és a Radnóti Miklós utca sarkán.[21][22]
- 2022 óta nevét viseli a 155217 Radnóti kisbolygó.[23]

## Származása
| Radnóti Miklós (Budapest, 1909. máj. 5.– Abda, 1944. nov. 9.) költő | Apja: Glatter Jakab (Radnót, 1874. márc. 1.– 1921. júl. 21.) kereskedő | Apai nagyapja: Glatter Jónás (Rozsnyó, 1822 – 1886) kocsmáros Nemesradnóton | Apai nagyapai dédapja: n. a.                                     |
| Radnóti Miklós (Budapest, 1909. máj. 5.– Abda, 1944. nov. 9.) költő | Apja: Glatter Jakab (Radnót, 1874. márc. 1.– 1921. júl. 21.) kereskedő | Apai nagyapja: Glatter Jónás (Rozsnyó, 1822 – 1886) kocsmáros Nemesradnóton | Apai nagyapai dédanyja: n. a.                                    |
| Radnóti Miklós (Budapest, 1909. máj. 5.– Abda, 1944. nov. 9.) költő | Apja: Glatter Jakab (Radnót, 1874. márc. 1.– 1921. júl. 21.) kereskedő | Apai nagyanyja: Groszman/Grossmann Katalin (Uzapanyit, 1846 – 1899)         | Apai nagyanyai dédapja: n. a.                                    |
| Radnóti Miklós (Budapest, 1909. máj. 5.– Abda, 1944. nov. 9.) költő | Apja: Glatter Jakab (Radnót, 1874. márc. 1.– 1921. júl. 21.) kereskedő | Apai nagyanyja: Groszman/Grossmann Katalin (Uzapanyit, 1846 – 1899)         | Apai nagyanyai dédanyja: n. a.                                   |
| Radnóti Miklós (Budapest, 1909. máj. 5.– Abda, 1944. nov. 9.) költő | Anyja: Grosz Ilona (Vác, 1881. ápr. 15. – Budapest, 1909. máj. 5.)     | Anyai nagyapja: Grosz Móric (Vác, 1848 – Budapest, 1904. máj. 22.) pincér   | Anyai nagyapai dédapja: Grosz Izrael                             |
| Radnóti Miklós (Budapest, 1909. máj. 5.– Abda, 1944. nov. 9.) költő | Anyja: Grosz Ilona (Vác, 1881. ápr. 15. – Budapest, 1909. máj. 5.)     | Anyai nagyapja: Grosz Móric (Vác, 1848 – Budapest, 1904. máj. 22.) pincér   | Anyai nagyapai dédanyja: Weisz/Weiss Léni                        |
| Radnóti Miklós (Budapest, 1909. máj. 5.– Abda, 1944. nov. 9.) költő | Anyja: Grosz Ilona (Vác, 1881. ápr. 15. – Budapest, 1909. máj. 5.)     | Anyai nagyanyja: Weisz/Weiss Matild (1853 – Budapest, 1913. márc. 7.)       | Anyai nagyanyai dédapja: Weisz Jákob (Domony, 1824 – Pest, 1869) |
| Radnóti Miklós (Budapest, 1909. máj. 5.– Abda, 1944. nov. 9.) költő | Anyja: Grosz Ilona (Vác, 1881. ápr. 15. – Budapest, 1909. máj. 5.)     | Anyai nagyanyja: Weisz/Weiss Matild (1853 – Budapest, 1913. márc. 7.)       | Anyai nagyanyai dédanyja: Reif/Reich Cecilia (1831–1873)         |

## Kiegészítő irodalom
- Ozsváth, Zsuzsanna. In the footsteps of Orpheus: the life and times of Miklós Radnóti. Indiana University Press, 202-203. o. (2000). ISBN 0253338018, 9780253338013. Hozzáférés ideje: 2010. március 15. magyar fordításban: Ozsvath Zsuzsanna. Orpheus nyomában – Radnóti Miklós élete és kora, Hernádi Miklós (ford.), Akadémiai Kiadó (2004). ISBN 789630581813
- Hegedüs Géza. Radnóti Miklós, A magyar irodalom arcképcsarnoka. MEK
- Radnóti Miklós, Magyar életrajzi lexikon 1000-1990. Budapest: Arcanum. MEK-00355 (2001). Hozzáférés ideje: 2010. március 15.
- Kardos László: Radnóti Miklós (Nyugat, 1931)
- Vajthó László: Radnóti Miklós (Napkelet, 1934)
- Szerb Antal: Radnóti Miklós (Válasz, 1937)
- Tolnai Gábor: Radnóti Miklós (Nyugat, 1937)
- Vas István: Radnóti Miklós (Nyugat, 1940)
- Ortutay Gyula: Radnóti Miklós születésnapján (Bp., 1948)
- Madácsy László: Radnóti Miklós (Szeged, 1954)
- Sőtér István: Romantika és realizmus (Bp., 1956)
- György István: Halálraítéltek (Bp., 1957)
- Radnóti Miklós. 1909–1944; bev. Ortutay Gyula; Magyar Helikon, Bp., 1959 (A Petőfi Irodalmi Múzeum kiadványai)
- Tolnai Gábor: Radnóti Miklós és a felszabadulás előtti szocialista irodalmunk egyes kérdései (Bp., 1959)
- Ortutay Gyula: Radnóti Miklós (Kortárs, 1959. 5. sz.)
- Tolnai Gábor: Radnóti Miklós (Irod. tört. Közl. 1962)
- György István: Soha többé! (Bp., 1963)
- Diószegi András: Radnóti Miklós (Irod. tört. Közl. 1964)
- Sőtér István: Radnóti Miklós (Kritika, 1965)
- Bori Imre: Radnóti Miklós költészete (Újvidék, 1965)
- lNemes István: A képszerűség eszközei Radnóti Miklós költészetében; Akadémiai, Bp., 1965 (Nyelvtudományi értekezések)
- Vasvári István: Radnóti Miklós. Bibliográfia; bev. Sós Endre; Fővárosi Könyvtár, Bp., 1966 (Írói arcképvázlatok)
- A XX. századi magyar irodalom tanítása a középiskolában / Pálmai Kálmán: József Attila / Megyer Szabolcs: Radnóti Miklós; Tankönyvkiadó, Bp., 1967
- Kőszegi Ábel: Töredék. Radnóti Miklós utolsó hónapjainak krónikája; ill. Ámos Imre; Szépirodalmi, Bp., 1972 (Mikrokozmosz füzetek)
- Nemes István: Radnóti Miklós költői nyelve. "Annyit érek én, amennyit ér a szó versemben"; Pécsi Tanárképző Főiskola, Pécs, 1974
- Nagy évfordulók. Előadás, javaslatok Ady Endre, Radnóti Miklós, Móricz Zsigmond, Mikszáth Kálmán születésének évfordulója alkalmából; szerk. Szarka Erzsébet; Osvetový ústav, Bratislava, 1977
- Baróti Dezső: Kortárs útlevelére. Radnóti Miklós. 1909-1935; ill. Buday György; Szépirodalmi, Bp., 1977
- Pomogáts Béla: Radnóti Miklós; Gondolat, Bp., 1977 (Nagy magyar írók)
- Radnóti Miklós. 1909-1944. Ajánló irodalomjegyzék; összeáll. Varga G. Károlyné; Kisfaludy Megyei Könyvtár, Győr, 1979
- Emery George: Radnóti Miklós Ignotus-vonatkozásairól; Akadémiai Ny., Bp., 1982
- Pokolból született csillag. Radnóti Miklós, 1909-1944; Lapkiadó Vállalat, Bp., 1984
- Emlék és varázslat. Vallomások Radnóti Miklósról; vál., szerk., előszó, jegyz. Pomogáts Béla; Kozmosz Könyvek, Bp., 1984
- Radnótitól, Radnótiról; összeáll. Z. Szabó László; Tankönyvkiadó, Bp., 1985
- Radnóti tanulmányok; szerk. B. Csáky Edit; Magyar Irodalomtörténeti Társaság, Bp., 1985
- Radnóti Miklós. Bibliográfia; összeáll. Nagy Mariann, szerk. Varga Katalin; PIM, Bp., 1990 (A Petőfi Irodalmi Múzeum bibliográfiai füzetei. XX. századi magyar írók bibliográfiái)
- Imre Katalin: A Szép szó és József Attila. Irodalmi tanulmányok; Pásztor M., Bp., 1991 (Z-füzetek)
- Radnóti Miklós. Általános és középiskolások számára; összeáll. Matyasovszki József; Tóth Könyvkereskedés, Debrecen, 1997 (Nagyjaink)
- Radnóti Miklós. Fényképek; összeáll. Bókay László; Osiris, Bp., 1999
- Erőltetett menet. In memoriam Radnóti Miklós; vál., szerk., összeáll. Réz Pál; Nap, Bp., 1999 (In memoriam)
- Vilcsek Béla: Radnóti Miklós; Elektra Kiadóház, Bp., 2000 (Élet-kép sorozat)
- Melczer Tibor: „Ha minden összetört…”. Radnóti Miklós költészete utolsó versei tükrében; sajtó alá rend. Sárközy Péter; Argumentum, Bp., 2003 (Irodalomtörténeti füzetek)
- Radnóti Miklós és kora. Előadások az ELTE Radnóti Miklós Gyakorlóiskolában; szerk. Gordon Győri János, Kiss Zsuzsanna; ELTE Radnóti Miklós Gyakorlóiskola, Bp., 2003
- Zsuzsanna Ozsváth: Orpheus nyomában. Radnóti Miklós élete és kora; angolból ford. Hernádi Miklós; Akadémiai, Bp., 2004
- Honffy Pál: „Ha rámfigyelsz…”. Radnóti Miklós verseinek elemzése; Krónika Nova, Bp., 2005
- Ferencz Győző: Radnóti Miklós élete és költészete. Kritikai életrajz; Osiris, Bp., 2005 (Osiris monográfiák)
- Vitéz Ferenc: Egy humanista értékrend nyomában. Néhány új szempont Radnóti Miklós publicisztikájának értelmezéséhez; Vitéz Ferenc, Debrecen, 2009.
- "Surranva kell most élned itt". Tanulmányok Radnóti Miklósról és költészetéről; szerk. Miklós Péter; Radnóti Szegedi Öröksége Alapítvány, Szeged, 2009
- Tverdota György: Újratemetés és kisajátítás: József Attila és Radnóti Miklós „komor föltámadása” (Műhely, 2009. 5. sz.)
- Radnóti-szótár. Radnóti Miklós költői nyelvének szókészlete; szerk. Beke József; Argumentum, Bp., 2009
- Péter László: Radnóti Miklós. Válogatott írások; Bába, Szeged, 2009
- „…az égre írj, ha minden összetört!”. Radnóti Miklós és kortársai. Emlékkiállítás a költő születésének századik évfordulója alkalmából. 2009. április 22. – 2010. január 31.; katalógus összeáll. jegyz. Varga Katalin; Petőfi Irodalmi Múzeum, Bp., 2009
- "Mert annyit érek én, amennyit ér a szó". Szegedi Radnóti-konferenciák; szerk. Olasz Sándor, Zelena András; SZTE BTK, Szeged, 2009
- Pomogáts Béla: A szellem önvédelme. Írások Radnóti Miklósról; Széphalom Könyvműhely, Bp., 2010
- Levél a hitveshez. Az Abdán és Pannonhalmán, 2009. szeptember 25-27-én rendezett Levél a hitveshez-konferencia szerkesztett és bővített anyaga; szerk. Fűzfa Balázs; Savaria University Press, Szombathely, 2010 (A tizenkét legszebb magyar vers)
- Miklós Péter: A szegedi bölcsészkar Radnóti Miklós diákéveiben. Tanulmányok Radnótiról kortársairól és a szegedi egyetemről; Radnóti Szegedi Öröksége Alapítvány, Szeged–Szabadka, 2011
- Branczeiz Anna: Vallomások és álmok: Radnóti Miklós és John Berryman álomvalóságai (Élet és Irodalom, 2013. 3. sz.)
- Vári György: „Mert annyit érek én, amennyit ér a szó”: Kultusz, figuráció és kulturális emlékezet összefüggései Radnóti Miklós költészetében (Jelenkor, 2002. 3. sz.)
- Radnóti Miklós emlékére; szerk. Vorákné Szecsei Mónika; Önkormányzat, Kiskunlacháza, 2014
- Apró Ferenc: Írások Radnóti szegedi éveiről; Gradus ad Parnassum, Szeged, 2014
- Berczeller Imre: Radnóti Miklós – ímhol az ember; Kriterion, Kolozsvár, 2014 (Gordiusz)
- Radnóti Miklósné Gyarmati Fanni: Napló, 1935-1946, 1-2.; sajtó alá rend. Ferencz Győző, Nagy Zsejke, jegyz., utószó Ferencz Győző; Jaffa, Bp., 2014
- Árnyékban éles fény vagy. A Radnóti házaspár fényképei; vál., szerk., jegyz., utószó Krähling Edit; Jaffa, Bp., 2016
- Gregory L. Nehler: The development of the poetry of Miklós Radnóti; Indiana University, Bloomington, 1982
- Birnbaum, Marianna D.: Miklós Radnóti: A biography of his poetry (München, Universität Müchen, 1983)
- Emery George: The poetry of Miklós Radnóti. A comparative study; Karz-Cohl, New York, 1986
- Gömöri, George – Wilmer, Clive szerk.: The Life and Poetry of Miklós Radnóti: Essays. New York, Columbia, University Press, 1999 (East European monographs)
- Zsuzsanna Ozsváth: In the footsteps of Orpheus. The life and times of Miklós Radnóti; Indiana University Press, Bloomington–Indianapolis, 2000 (Jewish literature and culture)